# Democratic National Convention 1968

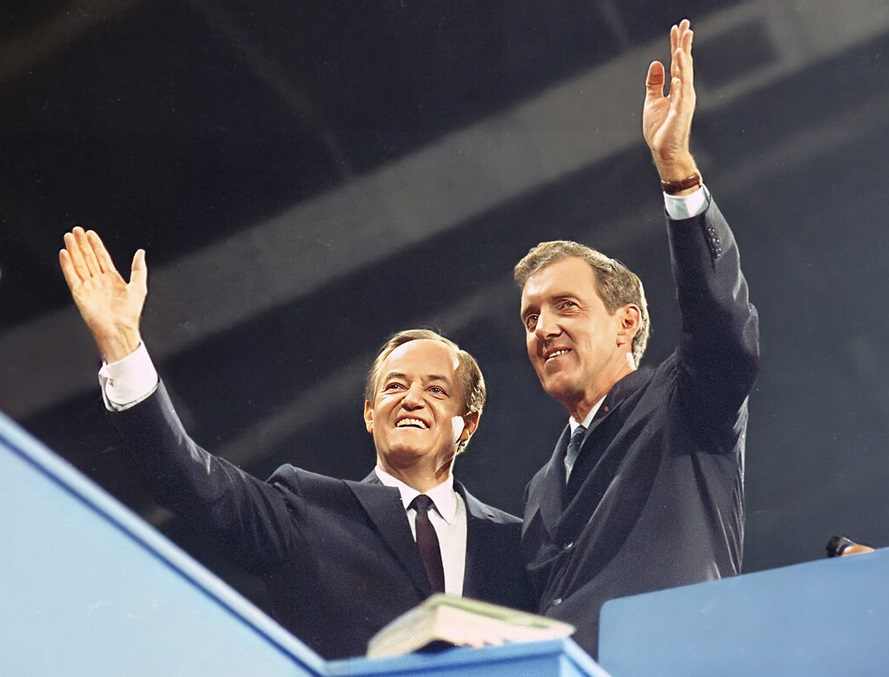
Hubert Humphrey, nominiert als demokratischer Präsidentschaftskandidat, und Edmund S. Muskie, nominiert als Vizepräsidentschaftskandidat, auf der Democratic National Convention 1968

Die Democratic National Convention 1968 fand vom 26. bis 29. August im International Amphitheatre in Chicago, Illinois, statt. Nachdem Präsident Lyndon B. Johnson angekündigt hatte, nicht mehr zur Wiederwahl anzutreten, war es das Ziel des Nominierungsparteitags, einen neuen Kandidaten der Demokratischen Partei für das Amt des Präsidenten der Vereinigten Staaten zu nominieren. Themen des Parteitags waren unter anderem die weitere militärische Beteiligung der USA am Vietnamkrieg und die Senkung des Mindestalters für die Ausübung des Wahlrechts von 21 auf 18 Jahre. Der Parteitag markierte einen politischen Wendepunkt, da bisher kaum repräsentierte Gruppen wie Jugendliche und Minderheiten stärker in die Politik einbezogen wurden.
Der Parteitag fand in einem Jahr der Gewalt, der politischen Turbulenzen und der Unruhen in den Vereinigten Staaten statt. So wurde der Bürgerrechtler Martin Luther King jr. am 4. April 1968 im Lorraine Motel in Memphis erschossen, was eine Reihe von gewalttätigen Unruhen in den Vereinigten Staaten auslöste. Zwei Monate später, am 5. Juni 1968, wurde Robert F. Kennedy ermordet, der sich neben Senator Eugene McCarthy um die Nominierung beworben hatte. Bereits 1967 hatten Protestgruppen der Gegenkultur und Anti-Vietnamkriegsgruppen sich abgesprochen, nach Chicago zu kommen und den Parteitag zu stören. Vertreter der Stadt hatten dagegen versprochen, Recht und Ordnung aufrechtzuerhalten. Acht Tage lang kam es im Umfeld des Parteitags zu Zwischenfällen zwischen Demonstranten und der Chicagoer Polizeibehörde sowie der Nationalgarde. Die Ausschreitungen und die Polizeigewalt erlebten ihren Höhepunkt mit vielen Verletzten in der Nacht vom 28. August 1968.
Die Delegierten des Parteitags nominierten Vizepräsident Hubert H. Humphrey und Senator Edmund S. Muskie aus Maine als Kandidaten für das Amt des Präsidenten beziehungsweise des Vizepräsidenten. Sie unterlagen bei den Präsidentschaftswahlen im November 1968 den Republikanern Richard Nixon und Spiro Agnew.

## Politische Lage vor der National Convention

### Innenpolitische Lage

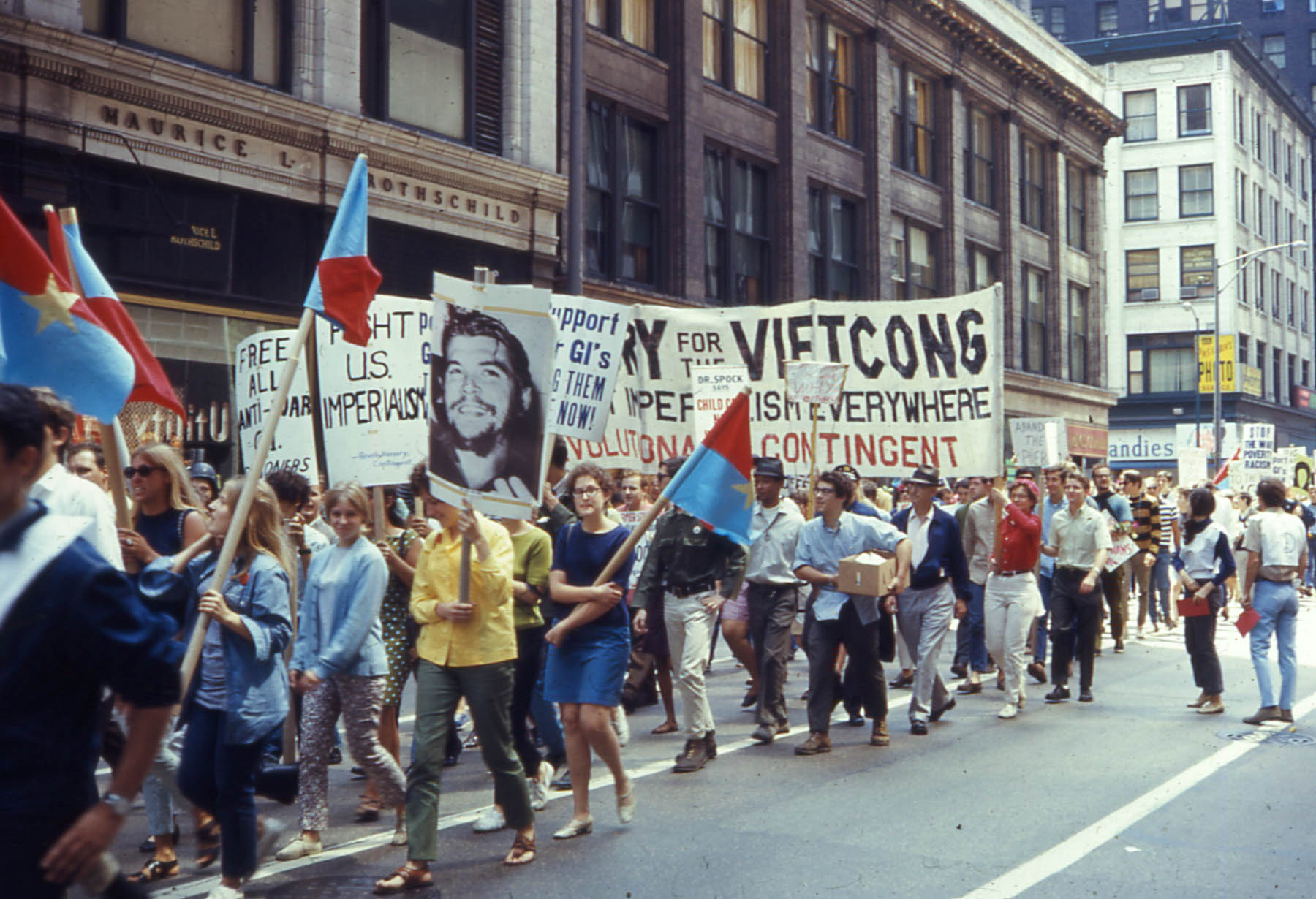
Antikriegsmarsch am 10. August 1968 in Chicago im Vorfeld der Democratic National Convention

Schon seit 1965 gab es wiederholt Proteste gegen die Beteiligung der USA am Vietnamkrieg. In den folgenden Jahren formierte sich daraus eine Friedensbewegung, die sich aus verschiedenen Teilen der US-amerikanischen Bevölkerung zusammensetzte. Zunächst hatte ein großer Teil der Bevölkerung die Politik Johnsons unterstützt und befürwortete eine Ausweitung der amerikanischen Rolle in Vietnam. Bis 1967 war jedoch eine wachsende Mehrheit der US-Amerikaner der Meinung, dass das militärische Engagement in Vietnam falsch war. Noch im Januar 1968 hatte die US-Regierung versichert, dass die USA „kurz davor stünden, ihre Ziele in Vietnam zu erreichen“. Gleichzeitig begann die sogenannte Tet-Offensive, eine Reihe militärischer Operationen der nordvietnamesischen Armee und des Vietcong gegen Ziele in Südvietnam, darunter auch US-Stützpunkte. Bald wurde klar, dass der Krieg nicht wie geplant verlief und das militärische Engagement nicht so begrenzt und kurz sein würde wie erwartet. Die US-Bürger begannen zu begreifen, dass die Regierung nicht die Wahrheit sagte.
Die Ermordung von Martin Luther King Jr. führte zu einer Welle der Wut und Desillusionierung unter den afroamerikanischen Bürgern. Am Tag nach der Ermordung Kings, dem 5. April 1968, kam es in Chicago zu Rassenunruhen mit Plünderungen und Brandstiftung. Bürgermeister Richard J. Daley verhängte eine Ausgangssperre und untersagte den Verkauf von Waffen und Munition. Über 20.000 Polizeikräfte, Nationalgardisten sowie Soldaten wurden eingesetzt, um die Unruhen unter Kontrolle zu bringen. Im Rahmen der Chicagoer Unruhen wurden elf Menschen getötet, 48 durch Schüsse verletzt und 2150 verhaftet. Auch in Washington, D.C., Baltimore, Kansas City und vielen weiteren Städten kam es zu größeren Unruhen.

### Lage innerhalb der Demokratischen Partei

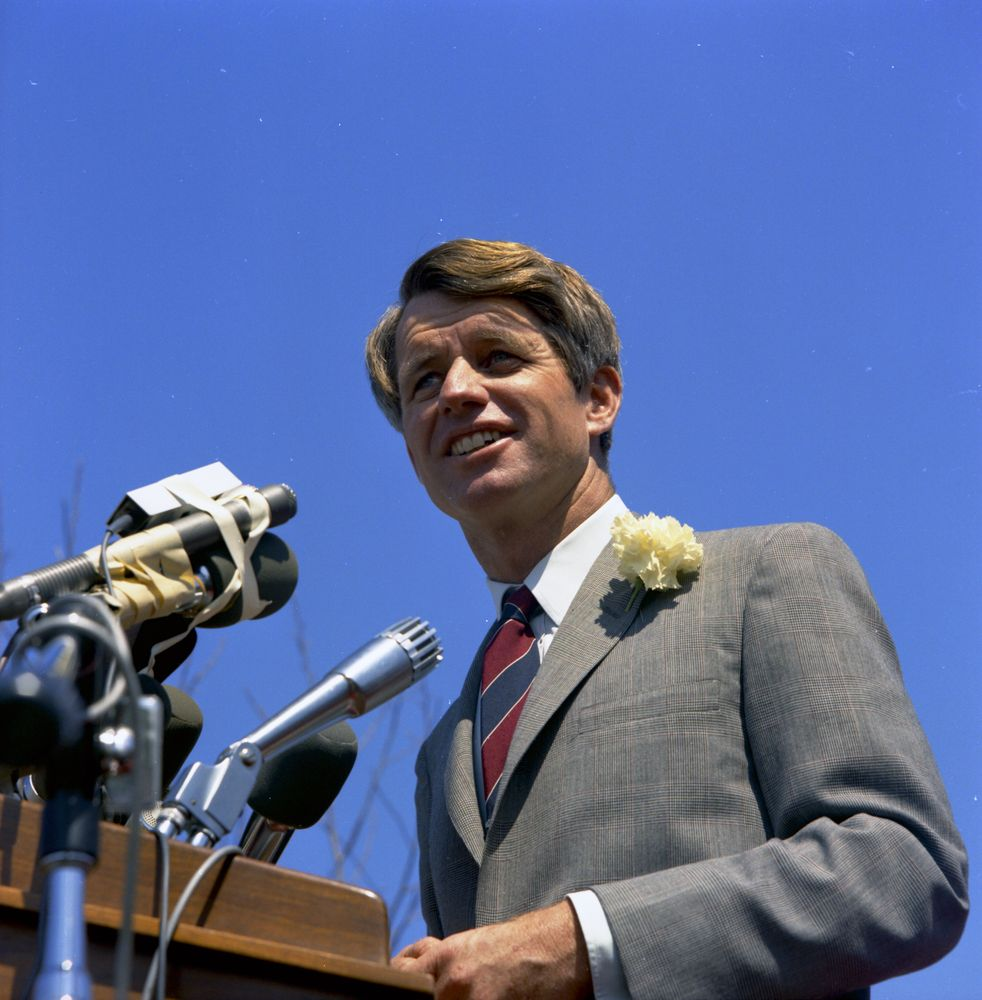
Robert F. Kennedy bei einer Veranstaltung in Kalifornien während seiner Präsidentschaftskampagne

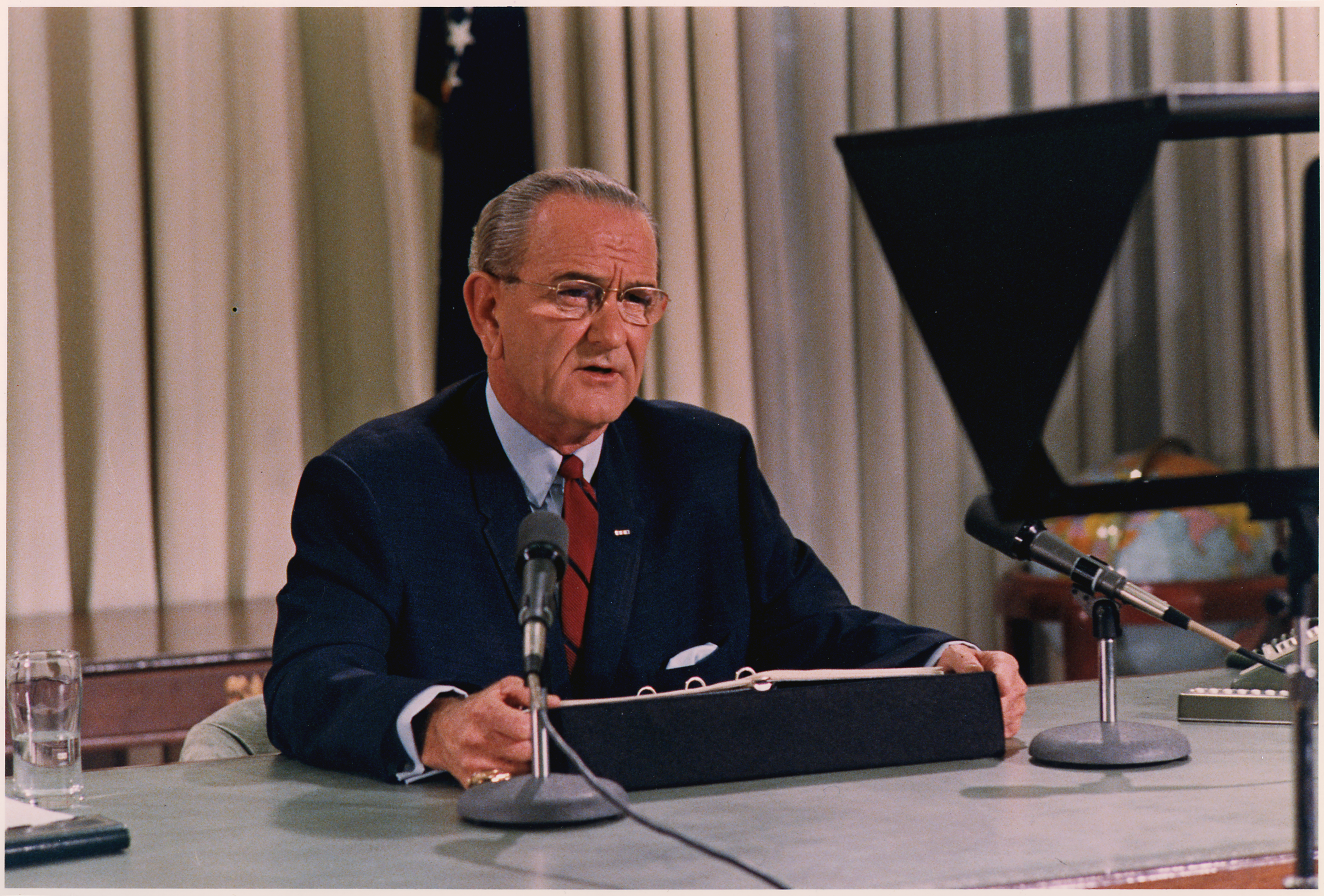
Fernsehansprache von Präsident Lyndon B. Johnson am 31. März 1968 zur Einstellung der Bombardierungen in Vietnam und zum Verzicht auf eine Wiederwahl

Die Demokratische Partei, die das Repräsentantenhaus, den Senat und das Weiße Haus kontrollierte, war 1968 wegen Johnsons Kriegspolitik gespalten. Senator Eugene McCarthy, ein erklärter Kriegsgegner, trat im November 1967 in den Wahlkampf ein und forderte den amtierenden Präsidenten Johnson heraus. Robert F. Kennedy, der ebenfalls als Kriegsgegner galt, hatte zunächst mit der Kandidatur gezögert, da er nicht als Erster gegen Johnson antreten wollte, um den Eindruck zu vermeiden, er würde die Partei aus Ehrgeiz und Neid spalten. Robert Kennedy hatte keinerlei Sympathie oder Wertschätzung für Johnson. Er äußerte regelmäßig seine Abneigung über Johnson und bezeichnete ihn und seine Ehefrau mit Spitznamen wie „Onkel Maiskolben“ und „Miss Schweinekotelett“. Johnson war sich der ablehnenden Haltung bewusst und äußerte sich ebenfalls abfällig über Robert Kennedy. Er bemerkte dazu: „Er hat mich nie gemocht, und das ist nichts im Vergleich zu dem, was ich von ihm halte.“ Im März 1968 erklärte Robert Kennedy schließlich seine Kandidatur.
Bei den Vorwahlen, den Primaries, oder den Parteiversammlungen, den Caucuses, eines Bundesstaates handelt es sich um indirekte Wahlen. Dabei bestimmen die Mitglieder einer Partei oder die Einwohner eines Bundesstaates den Präsidentschaftskandidaten nicht direkt, sondern die Delegierten, die auf dem nationalen Parteitag für einen bestimmten Kandidaten stimmen. Die Ergebnisse der Vorwahlen in den sogenannten „early states“, Iowa, New Hampshire, Nevada und South Carolina, beeinflussen die weitere Entwicklung des Wahlkampfs und die Wahrnehmung der Kandidaten maßgeblich.
Nach dem Beginn der Tet-Offensive Ende Januar 1968 wurde in den USA der Ruf nach einem Ende des Krieges lauter. Bei den Vorwahl in New Hampshire führte Eugene McCarthy, der als strikter Kriegsgegner galt, Johnson an den Rand einer Niederlage. Johnson, der innerhalb seiner Partei auf stärker werdenden Widerspruch stieß, gab die Kandidatur am 31. März 1968 auf. Die Meinungsumfragen sahen Johnson hinter McCarthy und Kennedy für die Vorwahl in Wisconsin an dritter Stelle liegend. Für den amtierenden Präsidenten hätte ein dritter Platz in den Vorwahlen eine beispiellose Niederlage bedeutet, und für Johnson war es besser, nicht mehr anzutreten, als in den Vorwahlen in Wisconsin Dritter zu werden. In einer Fernsehansprache aus dem Oval Office verkündete er zunächst einen teilweisen Stopp der Bombardierung Nordvietnams. In einer für alle Beteiligten überraschenden Wendung verkündete er anschließend seine Entscheidung bezüglich der nächsten Präsidentschaft.

“With America’s sons in the fields far away […], I do not believe that I should devote an hour or a day of my time to personal partisan causes or to any duties other than the awesome duties of the office – the Presidency of your country. Accordingly, I shall not seek, and I will not accept, the nomination of my party for another term as your President.”

„Mit Amerikas Söhnen auf den fernen Schlachtfeldern […], glaube ich nicht, dass ich auch nur eine Stunde oder einen Tag meiner Zeit persönlichen parteipolitischen Angelegenheiten oder irgendwelchen Pflichten widmen sollte, die nichts mit den überwältigen Pflichten des Amtes zu tun haben – der Präsidentschaft Ihres Landes. Daher werde ich mich nicht um die Nominierung meiner Partei für eine weitere Amtszeit als ihr Präsident bemühen und diese auch nicht annehmen.“

Stattdessen trat Vizepräsident Hubert Humphrey in den Wahlkampf ein, ohne zuvor an einer Vorwahl teilgenommen zu haben. Obgleich Eugene McCarthy bei den Vorwahlen mit seiner Anti-Vietnamkriegsposition Erfolge verzeichnen konnte, wurden zahlreiche Delegationen von Parteiführern kontrolliert, die nicht verpflichtet waren, den Gewinner der Vorwahlen zu unterstützen. Humphrey konnte aufgrund dieser Struktur als Kandidat aufgestellt werden und erbte die Stimmen derjenigen Delegierten, die zuvor Johnson unterstützt hatten, und gewann zudem Delegierte in den Caucus-Staaten hinzu.
Mit der Ermordung Kennedys am 5. Juni wuchs die Spaltung der Demokratischen Partei. Die Delegierten, die Kennedy unterstützt hatten, waren nach seiner Ermordung unentschieden. Die Anhänger Kennedys verteilten sich auf drei Gruppen: Die erste Gruppe unterstützte McCarthy, der einen Antikriegswahlkampf führte und als Friedenskandidat galt. Die zweite Gruppe unterstützte Humphrey, der sich auf Druck Johnsons für die Fortführung des Krieges aussprach, und die dritte Gruppe sympathisierte mit Senator George McGovern, der ebenfalls einen Rückzug der US-amerikanischen Truppen forderte. Der Vietnamkrieg, der Kampf für die Gleichberechtigung der Afroamerikaner, die Überwindung des Rassismus und die zunehmende Sorge über den Verlust von Recht und Ordnung, die durch Antikriegsproteste und Rassenunruhen im ganzen Land ausgelöst wurde, bestimmten die Debatte.
Im Vorfeld des Parteitags kam es zu Meinungsverschiedenheiten zwischen Humphrey- und McCarthy-Anhängern in der Demokratischen Partei von Georgia über die Aufteilung der Delegation auf die beiden Kandidaten. Bereits zu diesem Zeitpunkt zeichnete sich ab, dass der Parteitag eine strittige Veranstaltung werden würde. Channing E. Phillips, der Kennedys Wahlkampf in Washington, D.C. geleitet hatte, wurde von den Mitgliedern der Distriktdelegation nach dem Tod von Kennedy als Kandidat nominiert. Somit war er der erste Afroamerikaner, der eine Nominierung auf einem Parteitag der demokratischen Partei als Kandidat für das Amt des Präsidenten erhielt.

## Planungen im Vorfeld der National Convention

### Demokratische Partei

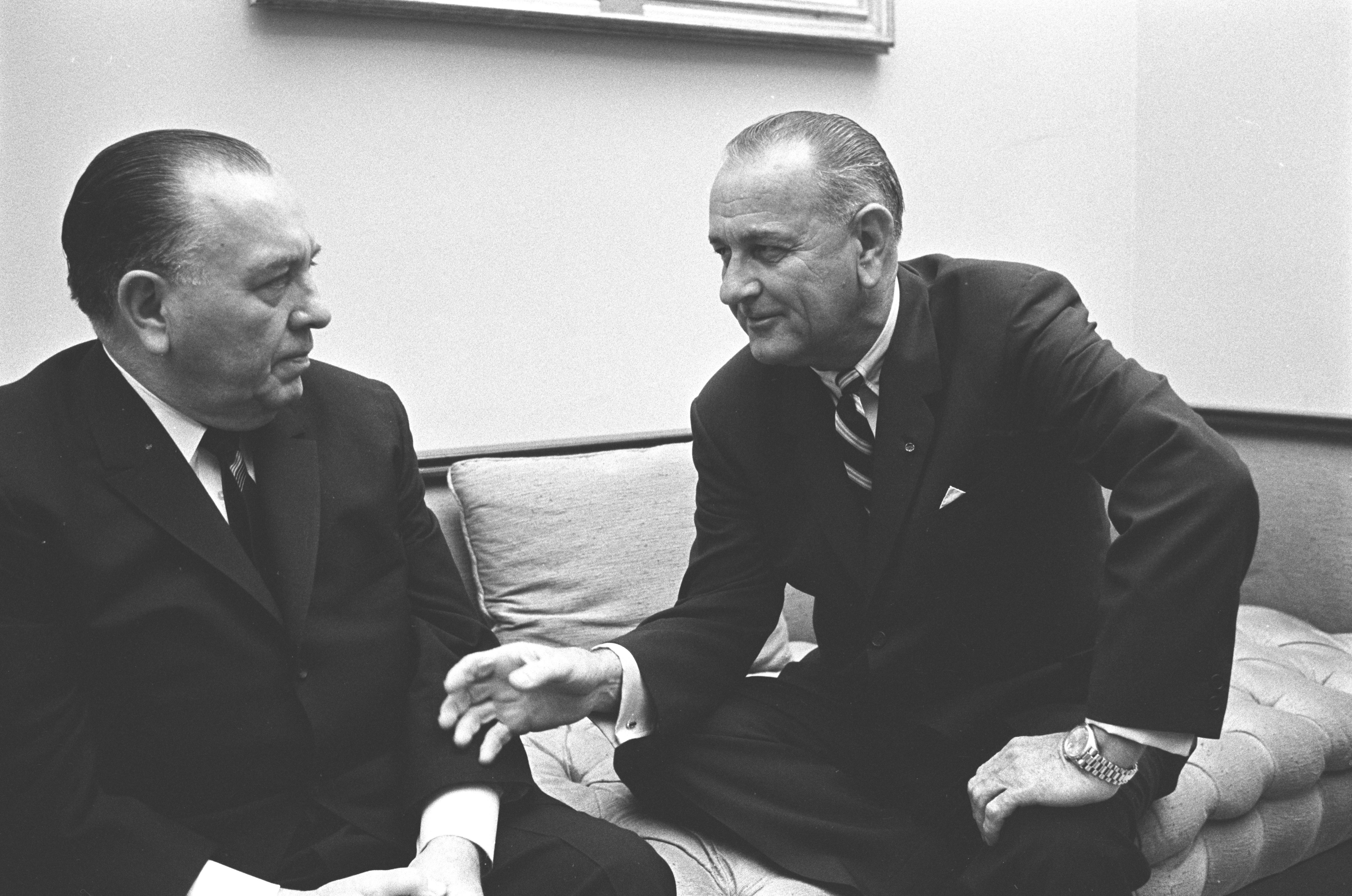
Richard J. Daley (links) mit Präsident Johnson im Weißen Haus 1966

Der Bürgermeister von Chicago, Richard J. Daley, beabsichtigte, den Parteitag der Demokraten nach Chicago zu holen, um ein Symbol für politische Macht und einen höheren politischen Status zu schaffen. Am 7. Oktober 1967 trafen sich Daley und Johnson bei einer Spendenaktion für Johnsons Wahlkampagne. Während des Treffens erklärte Daley dem Präsidenten, dass der Präsident die Swing States mit ihren Wahlstimmen verlieren könnte, wenn der Parteitag nicht in Illinois abgehalten würde. Die Abhaltung eines Parteitags im bisher bevorzugten Tagungsort Houston sei nicht sinnvoll, da Texas Johnson bei der Wahl bereits unterstütze. Johnsons Kriegspolitik hatte eine Spaltung innerhalb der Partei geschaffen und Daley hoffte, dass die Auswahl von Chicago für den Parteitag weitere Konflikte mit der Opposition beseitigen würde.
Verschiedene Demokraten wollten den Parteitag von Chicago nach Miami verlegen. Die Republikaner beabsichtigten ebenfalls, ihren Parteitag dort abzuhalten. Damit hofften sie, den Protesten zu entgehen, die für Chicago geplant waren. Die Fernsehsender befürworteten ebenfalls eine Verlegung nach Miami, da sie dort bereits die notwendige Infrastruktur installiert hatten.
Daley setzte schließlich seinen politischen Einfluss ein, um die National Convention in Chicago durchzuführen. Er versprach die Aufrechterhaltung von Ruhe und Ordnung und drohte Humphrey, dem wahrscheinlichsten Kandidaten nach Johnsons Rückzug, seine Unterstützung zu entziehen, falls der Parteitag nicht in Chicago stattfinden würde. Diese Argumente waren für den Präsidenten offenbar überzeugend, so dass Chicago als Tagungsort für den Parteitag festgelegt wurde. Der Leiter des Ausschusses für die Auswahl des Standorts, David Wilentz, gab als offiziellen Grund für die Wahl von Chicago die zentrale geografische Lage an, welche die Transportkosten senken sollte.
Daley, der als ein maßgeblicher Unterstützer der Politik Johnsons galt, spielte eine zentrale Rolle während des Parteitags, da er sowohl den Vorsitz der politischen Organisation in Illinois innehatte als auch Bürgermeister von Chicago war. Er übte maßgeblichen Einfluss auf die politische Landschaft der Vereinigten Staaten aus, da seine politische Maschinerie dafür sorgte, dass er als Bürgermeister von Chicago sowie seine politischen Weggefährten als Kongressabgeordnete, Senatoren und Gouverneure wiedergewählt wurden.
Johnson, der sich laut seiner Rede offiziell von der jeglicher Parteiarbeit zurückgezogen hatte, war maßgeblich an der Ausgestaltung des Parteitags beteiligt, von der Wahl der Logenplätze bis zu zahlreichen weiteren Details. Er ernannte seinen engen Mitarbeiter John Criswell, der seinen Wahlkampfapparat bis zu seinem Rückzug geleitet hatte, zum Exekutivdirektor des Parteitags. Dieser nutzte seine äußerst einflussreiche Position, um alle Aspekte des Parteitags im Sinne Johnsons zu steuern.

### Yippies und MOBE

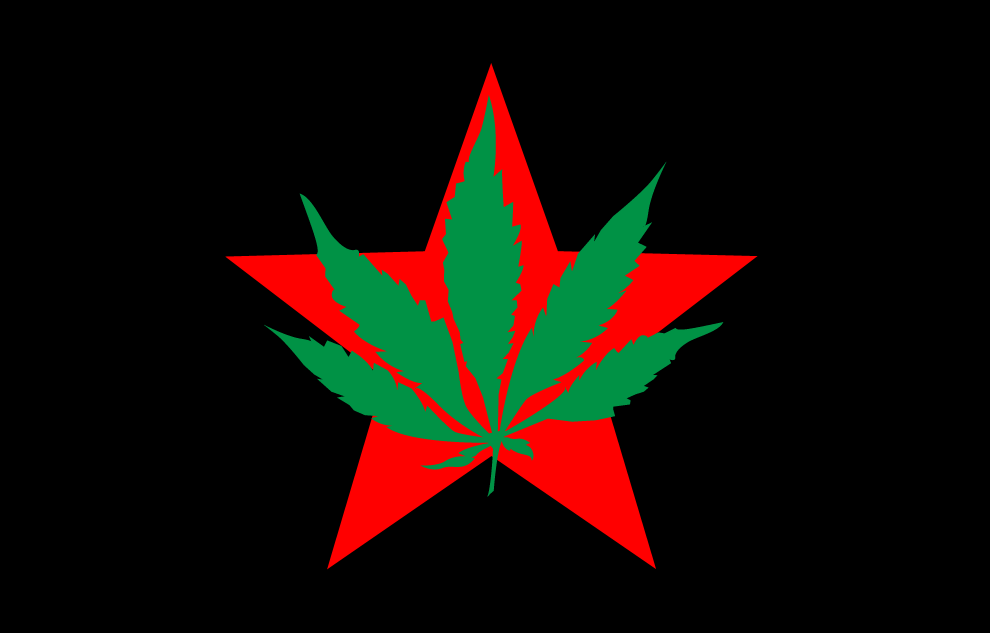
Yippie Flag, die Flagge der Youth International Party

Die Youth International Party war eine der bekanntesten Gruppen bei der Organisation der Proteste. Die Parteianhänger, die Yippies, politisierten die Hippie-Ideologie und setzten Straßentheater und andere Taktiken ein, um die Kultur der Vereinigten Staaten zu kritisieren mit dem Ziel, Veränderungen herbeizuführen. Ursprünglich sollte ein „Festival of Live“ für 100.000 Menschen in Chicago organisiert werden. Da die Gruppe für solch ein Unterfangen weder die finanziellen noch die organisatorischen Ressourcen oder eine Genehmigung besaß, schrieben sie Artikel, veröffentlichten Flugblätter, hielten Reden und veranstalteten Kundgebungen und Demonstrationen, um anzukündigen, dass sie nach Chicago kommen würden und was dort passieren würde. Verschiedene Aktionen wie Straßenblockaden und das Einspeisen von LSD in die Wasserversorgung der Stadt wurden angedroht.
Um eine stärker integrierte Bewegung zu schaffen, wollten die Yippies jemanden von der Black Panther Party sprechen lassen. Die Führung der Black Panther sandte dazu Bobby Seale. Er wollte eine Rede für die Menschenrechte und gegen den Vietnamkrieg halten.
Die andere Gruppe hinter den Protesten gegen den Parteitag war das National Mobilization Committee to End the War in Vietnam (oft als MOBE abgekürzt). MOBE war eine Dachorganisation, zu der verschiedene Gruppen gehörten, die sich gegen eine amerikanische Beteiligung am Vietnamkrieg aussprachen. Die Proteste richteten sich auch gegen die Wehrpflicht, die junge Amerikaner zwang, zwei Jahre Militärdienst zu leisten und an einem Krieg teilzunehmen, den sie nicht unterstützten. MOBE wurde von einem kleinen Vorstand geleitet, der den allgemeinen Rahmen für die Massendemonstrationen festlegte, Einladungen an die über 500 Gruppen verschickte und Aktivitäten zwischen den Gruppen koordinierte. Das Ziel war die Organisation von Veranstaltungen während der Parteitagwoche, die Zusammenarbeit mit den Behörden in Chicago sowie die Vermittlung von Unterkünften und Transportmöglichkeiten. MOBE mobilisierte damit etwa 10.000 Demonstranten. Neben Yippies und MOBE riefen auch die Students for a Democratic Society (SDS) zu Protesten auf, während schwarze Demonstranten kaum vertreten waren.

### Polizei und Nationalgarde

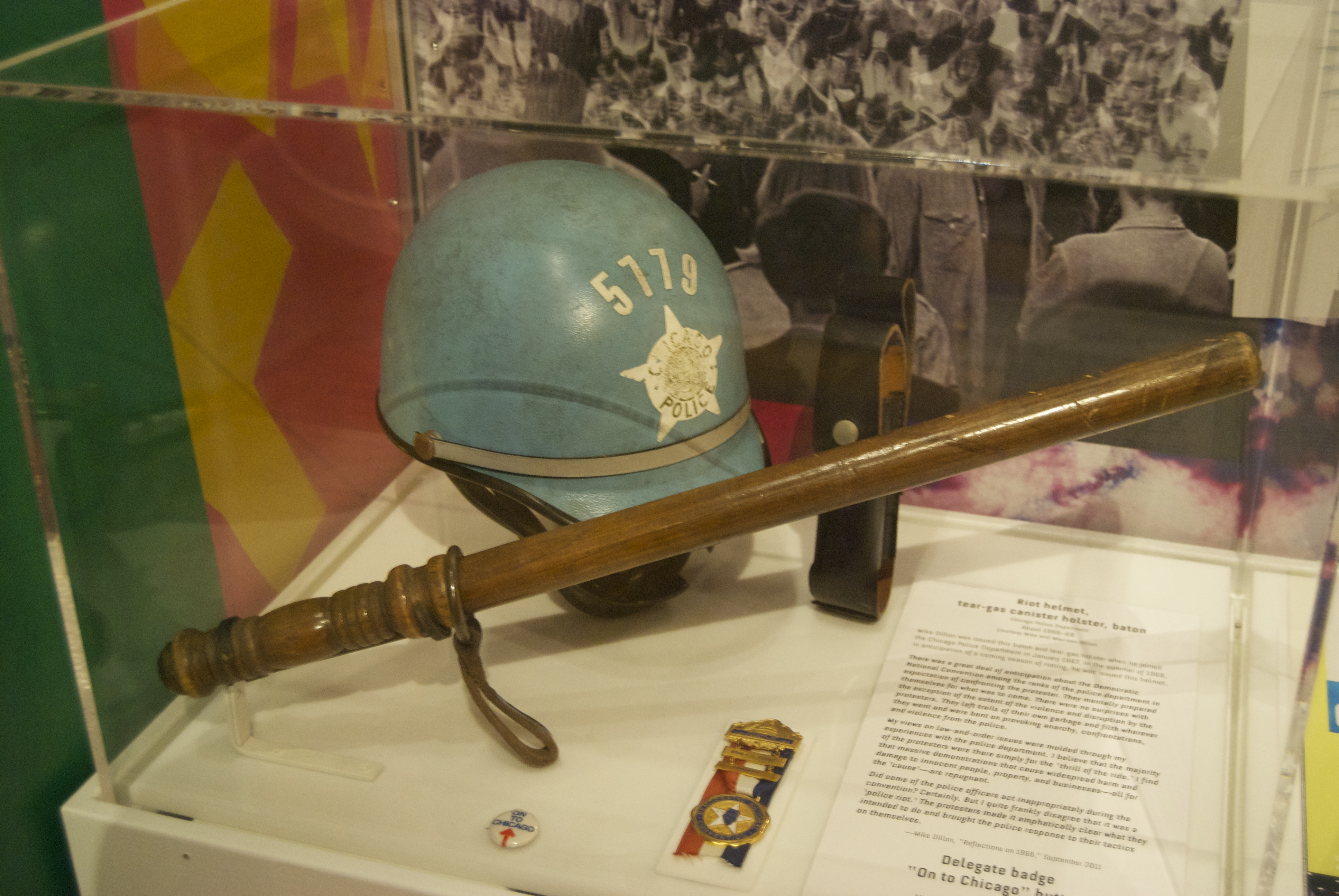
Helm und Schlagstock der Chicagoer Polizei um 1968

Die Polizei von Chicago bereitete sich auf alle möglichen Bedrohungen vor, nachdem es bereits im Jahr 1967 und im Frühjahr 1968 in den Vereinigten Staaten zu einer Reihe von Unruhen gekommen war. Die Rassenunruhen in Newark 1967 hatten 26 Tote und hunderte von Verletzten, die fünf Tage andauernden Rassenunruhen in Detroit 1967 43 Todesopfer und 1189 Verletzte gefordert, über 7000 Personen waren verhaftet worden. Bürgermeister Dailey, der unzufrieden mit dem zurückhaltenden Vorgehen des Chicago Police Departments während der Unruhen im Umfeld der Ermordung von Martin Luther King jr. war, erließ persönlich neue, härtere Anordnungen für künftige Demonstrationen. Unter anderem erteilte er einen Schießbefehl für Brandstifter, Personen mit Molotow-Cocktails und Plünderer.
Der Veranstaltungsort wurde mit Stacheldraht gesichert, alle Polizisten mussten 12-Stunden-Schichten arbeiten. Etwa 5000 bis 6000 Nationalgardisten wurden speziell auf die Demonstrationen vorbereitet. Daneben wurden etwa 6000 Angehörige der US-Army mobilisiert, die mit Flammenwerfern und Bazookas ausgerüstet waren. Etwa 1000 Agenten des FBI und der Defense Intelligence Agency befanden sich in der Stadt. Richard J. Daley sagte später, dass es Hinweise auf Pläne zur Ermordung der demokratischen Anführer, einschließlich seiner selbst, gab.

### Genehmigungen für Gegenveranstaltungen
Sowohl MOBE als auch die Yippies benötigten Genehmigungen der Stadt, um ihre jeweiligen Veranstaltungen abzuhalten. Die Stadt hatte mehrere Gründe, um MOBE und Yippie die Genehmigungen zu verweigern. Die Stadt war besorgt über mögliche Unruhen unter der schwarzen Bevölkerung während des Parteitags. Um dies zu vermeiden, nutzte die Stadt ihren Einfluss bei den Organisationen der schwarzen Bevölkerung wie der Woodlawn Organization, dem Black Consortium und der Operation Breadbasket, um zu erreichen, dass sich ihre Mitglieder ruhig verhielten. Einige der militanten schwarzen Führer wurden ermutigt, die Stadt während des Parteitags zu verlassen, um nicht in Gewaltausbrüche verwickelt zu werden.
Die Stadt glaubte, dass eine Demonstration weißer Protestler, die mit großem Polizeiaufgebot oder einer Eskorte der Nationalgarde durch die schwarzen Wohnbezirke marschierte, diese in Aufruhr versetzen werde. Daher lehnte die Stadt kategorisch jegliche Genehmigungen für Demonstrationen ab, die Parks in oder Marschrouten durch schwarze Gebiete beinhalteten. Als letzten Versuch reichte MOBE beim Bundesgericht am 14. August eine Klage ein, um Chicago zu zwingen, Genehmigungen für eine Kundgebung im Soldier Field oder dem Grant Park zu erteilen. Der Antrag wurde jedoch mit dem Hinweis auf die Aufrechterhaltung der öffentlichen Ordnung abgelehnt.

## Vorfälle vor und während der National Convention
Der Beginn der Gewalt in der Parteitagwoche wird unter anderem auf die Erschießung von Dean Johnson durch Chicagoer Polizisten zurückgeführt. Dean Johnson, 17 Jahre alt, und ein anderer Junge wurden am frühen Morgen des 22. August von der Polizei wegen einer Ausgangssperre angehalten. Als Johnson eine Pistole zog, erschossen die Polizisten ihn.

### Pigasus-Nominierung
Am Freitag, dem 23. August, begannen die geplanten Proteste. Jerry Rubin und andere Yippies versuchten, als Yippie-Kandidaten für das Amt des Präsidenten das Schwein Pigasus, the Immortal zu nominieren. Auf dem Platz des Civic Centers hatten sich mehrere hundert Zuschauer und Reporter versammelt, als Rubin dort mit Pigasus ankam. Die Polizei wartete dort bereits, und sobald das Schwein freigelassen wurde, wurden Rubin, Phil Ochs und fünf weitere Yippies festgenommen.

### Samstag, 24. August
Am Samstag, dem 24. August, um 6 Uhr morgens, begann die polizeiliche Überwachung des Lincoln Parks. In den Nächten davor hatte die Polizei den Park um 23:00 Uhr geräumt und zeigte tagsüber starke Präsenz. Die Demonstranten vereinbarten, nicht nach der Ausgangssperre im Park zu bleiben, sondern auf den Straßen zu protestieren. Gegen 23 Uhr führte der Dichter Allen Ginsberg die Demonstranten aus dem Park auf die Straße. Die Führer der Students for a Democratic Society (SDS) organisierten mehrere Hundert Demonstranten, die durch die Straßen marschierten, während die Polizei den Lincoln Park bewachte. Als die Demonstranten die Kreuzung Wells Street und North Avenue blockierten, traf ein Polizeikontingent ein und löste die Menge auf. Mehrere Polizeiwagen wurden daraufhin mit Steinen beworfen, elf Personen wurden festgenommen.

### Sonntag, 25. August

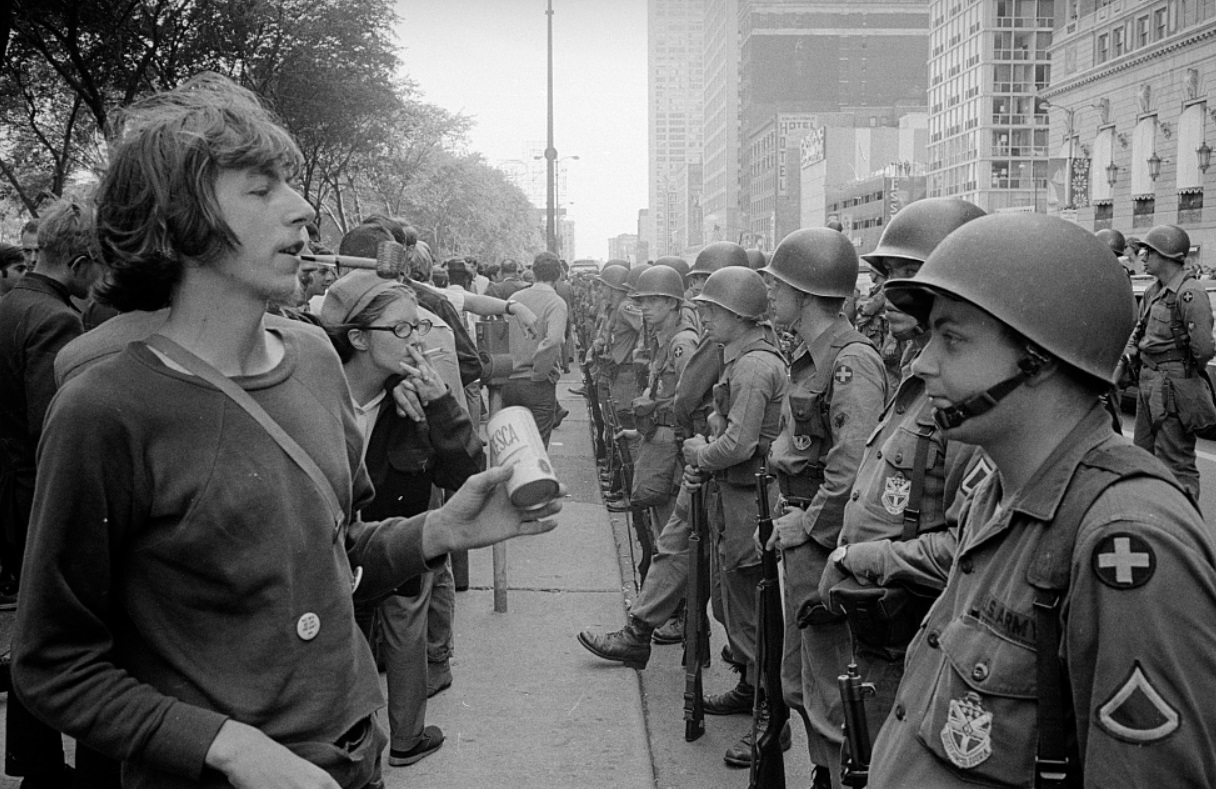
Demonstranten vor einer Reihe von Nationalgardisten am Grant Park

Am Sonntag hatte MOBE einen Marsch unter dem Motto „Meet the Delegates“ organisiert. Um 14 Uhr marschierten zwischen 200 und 300 Demonstranten vom Conrad Hilton über die Straße und weitere 500 marschierten durch den Loop nach Süden. Nach der Ankunft der Polizei zogen die Demonstranten in den nahe gelegenen Grant Park, um eine Massenverhaftung zu vermeiden, und anschließend in den nahegelegenen Lincoln Park, wo das „Festival of Life“ begann.
Um 16 Uhr eröffnete das Festival mit MC5, der einzigen Band, die zum Festival erschienen war. Die Polizei ließ nicht zu, dass ein Pritschenwagen als Bühne diente, weil sie befürchtete, die Yippies würde ihn dazu benutzen, die Menge aufzustacheln. Als der Inhaber eines Imbissstandes darauf bestand, seine Steckdosen nicht mehr für die Verstärker zu verwenden, kam es zu einem Tumult. Während Rubin und andere Yippies aufgeregt versuchten, den Sound wieder in Gang zu bringen, nutzte Abbie Hoffman die Verwirrung, um den Pritschenwagen hereinzubringen. Es wurde eine Vereinbarung mit der Polizei getroffen, wonach der Lastwagen in der Nähe geparkt werden konnte, nicht jedoch im Park. Die Menge, die sich um und auf dem Lastwagen versammelt hatte, merkte nicht, dass eine Einigung erzielt worden war und dachte, der Lastwagen würde entfernt.
Hoffman erklärte, die Polizei habe das Musikfestival gestoppt, und informierte die Anwesenden über Ausbreitungstaktiken, um eine Verhaftung zu vermeiden. Als die nächste Polizeischicht ihren Dienst antrat, wurden sie über die angespannte Situation im Park informiert. Aufgrund der Anzahl der Drohungen durch die Demonstranten befürchtete die Polizei, möglicherweise bewaffneten Demonstranten gegenüberzutreten. Um 21 Uhr bildete die Polizei eine Gefechtslinie um die Toiletten des Parks. Dies zog eine Menge von Demonstranten an, die die Polizei belästigten. Die Menge wuchs schnell, bis die Polizei mit ihren Schlagstöcken gegen die Menge vordrang und sie zerstreute. Gegen 23 Uhr hatte die Polizei die Demonstranten aus dem Park vertrieben. Die meisten Demonstranten versammelten sich aber in der Nähe, um die Polizei zu verspotten.
Anfangs behielt die Polizei ihre Gefechtslinie bei, als jedoch ein Trupp angewiesen wurde, die Clark Street zu räumen, um den Verkehr aufrechtzuerhalten, verlor sie die Kontrolle. Ein Kleinkrieg zwischen Polizei und Demonstranten mit vielen Verletzten begann. Jerry Rubin sagte zu einem Freund:

“This is fantastic and it’s only Sunday night. They might declare martial law in this town.”

„Das ist fantastisch und es ist erst Sonntagnacht. Sie könnten den Ausnahmezustand in dieser Stadt ausrufen.“

Die Ordnung in der Stadt wurde erst am frühen Montagmorgen wiederhergestellt.

### Battle of Michigan Avenue
Die schlimmsten Zusammenstöße folgten am Mittwoch, dem 28. August, und werden als „Battle of Michigan Avenue“ bezeichnet. Die Polizei hielt die Demonstranten auf ihrem Marsch zum Parteitaggelände unter Anwendung drastischer Gewalt an. Die Situation geriet außer Kontrolle: Die Polizisten versprühten massiv Tränengas und schlugen auf Demonstranten und viele Unbeteiligte wie Reporter oder Ärzte, die medizinische Hilfe anboten, ein.
Der Schriftsteller und Regisseur Norman Mailer war Augenzeuge der Zusammenstöße:

“The police attacked with tear gas, with Mace, and with clubs, they attacked like a chain saw cutting into wood, the teeth of the saw the edge of their clubs, they attacked like a scythe through grass, lines of twenty and thirty policemen striking out in an arc, their clubs beating, demonstrators fleeing. Seen from overhead, from the nineteenth floor, it was like a wind blowing dust, or the edge of waves riding foam on the shore.”

„Die Polizei griff mit Tränengas an, mit Mace, und mit Schlagstöcken, sie griffen an wie eine Kettensäge sich durch Holz schneidet, die Zähne der Säge die Kante ihrer Schlagstöcke, sie griffen an wie eine Sense durch Gras, Reihen von zwanzig und dreißig Polizisten formten einem Bogen, ihre Schlagstöcke schlagen, Demonstranten fliehen. Von oben gesehen, aus dem neunzehnten Stock, war es wie Wind, der Staub verweht, oder wie der Saum von Wellen, die Schaum ans Ufer spülen.“

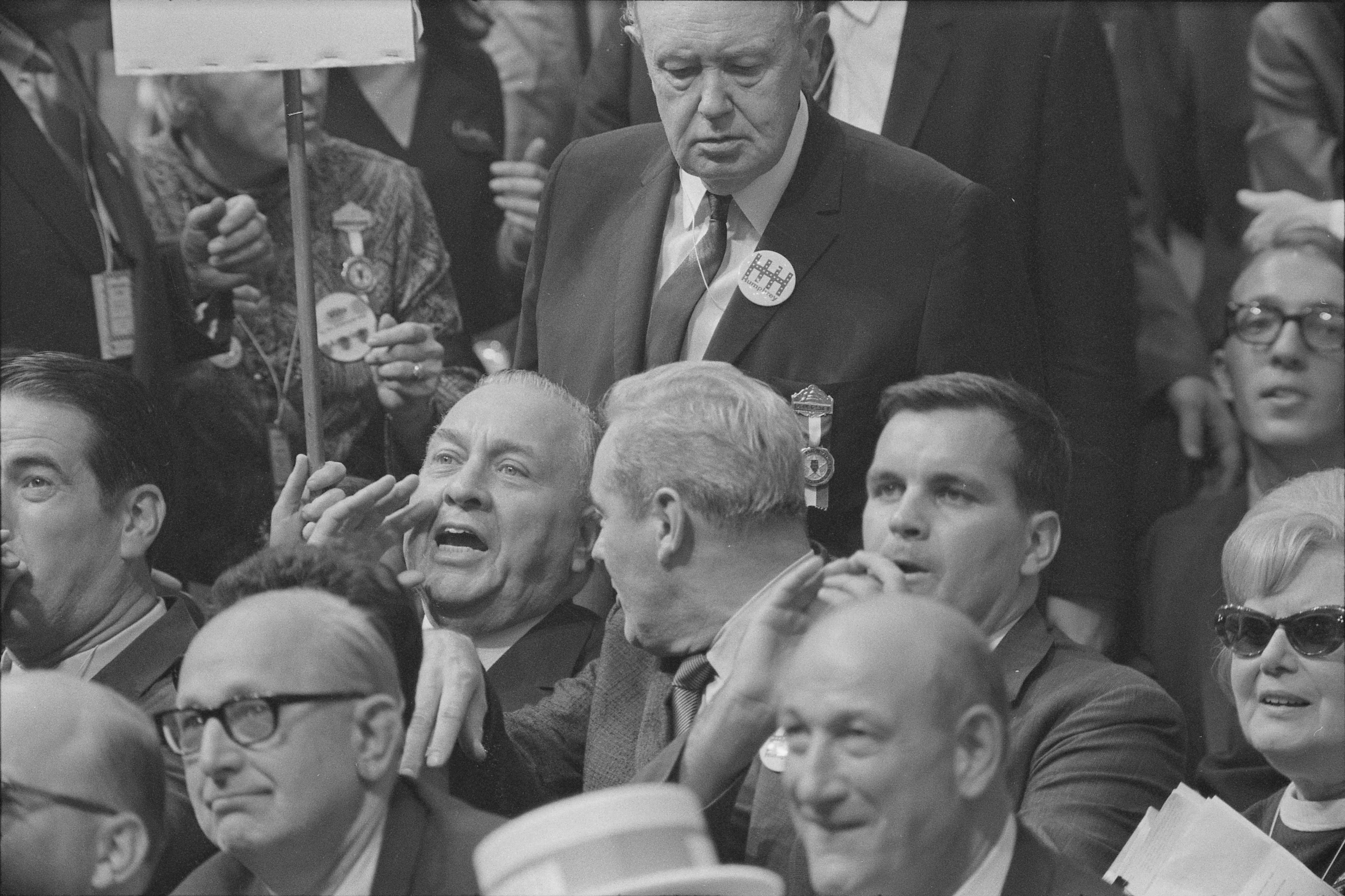
Die Delegierten von Illinois, darunter Bürgermeister Daley, beschimpfen Ribicoff während seiner Rede.

Während der Vorkommnisse wurde George McGovern von Senator Abraham A. Ribicoff nominiert. Angesichts der Bilder von den Zusammenstößen sagte er bei der Nominierungsrede:

“With George McGovern as President of the United States, we wouldn’t have to have Gestapo tactics in the streets of Chicago.”

„Mit George McGovern als Präsident der Vereinigten Staaten hätten wir keine Gestapo-Taktik in den Straßen von Chicago.“

Die Delegierten von Illinois, besonders Bürgermeister Daley, drohten darauf Ribicoff und beschimpften ihn übel.
Obwohl die genaue Anzahl der verletzten Demonstranten nicht bekannt ist, gab das Medizinische Komitee für Menschenrechte (MCHR) an, dass die meisten der etwa 500 auf den Straßen behandelten Menschen unter leichten Verletzungen und den Auswirkungen von Tränengas litten. Während der gesamten Parteitagwoche wurden 101 Zivilisten in örtlichen Krankenhäusern wegen nicht näher bekannten Verletzungen behandelt, 45 allein davon am Mittwochabend. Nach dem Ende des Parteitags berichtete die Polizei von Chicago, dass es zu 589 Festnahmen gekommen war und 119 Polizisten und 100 Demonstranten dabei verletzt worden waren.

### Berichterstattung

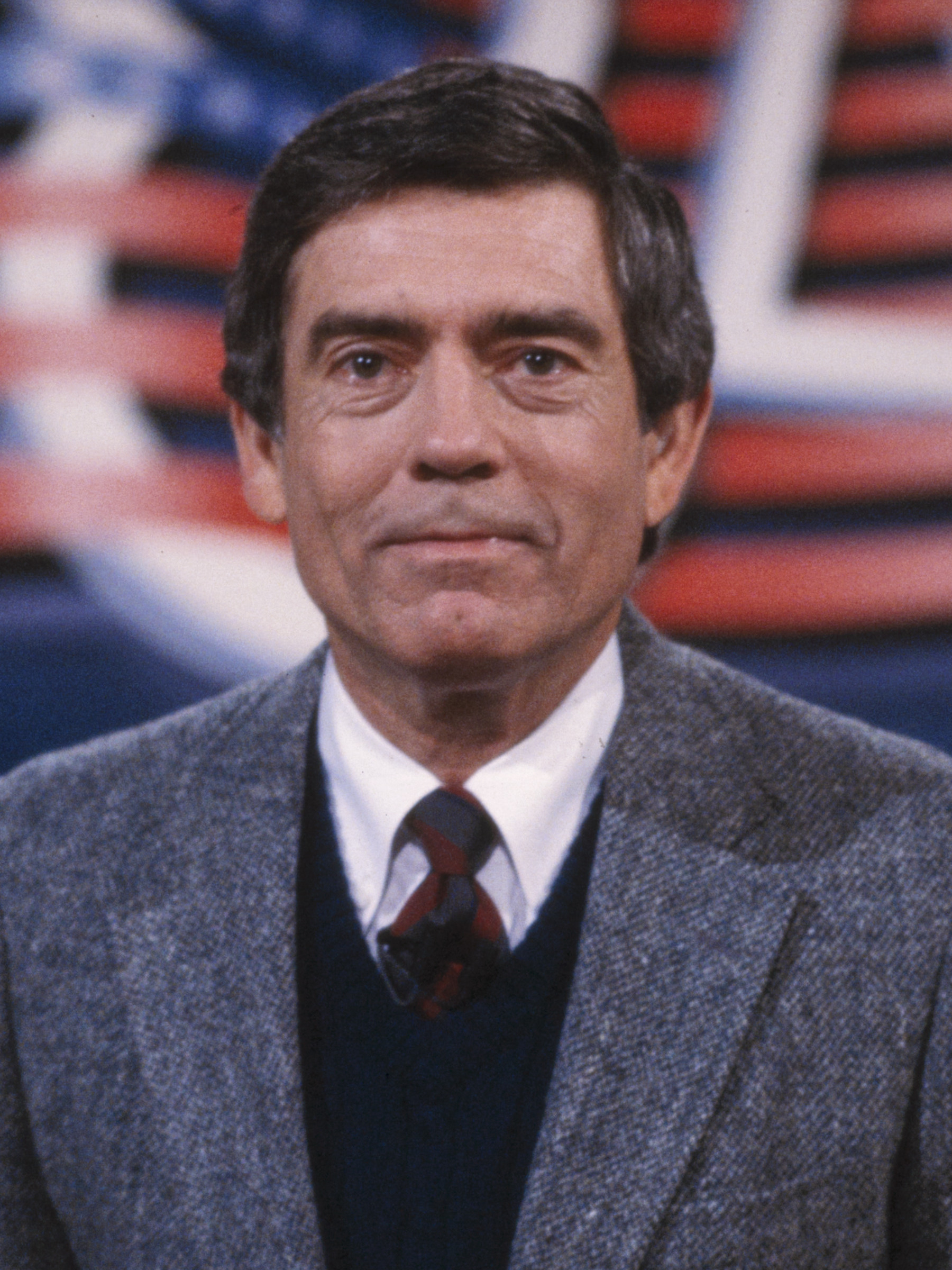
Dan Rather (1984)
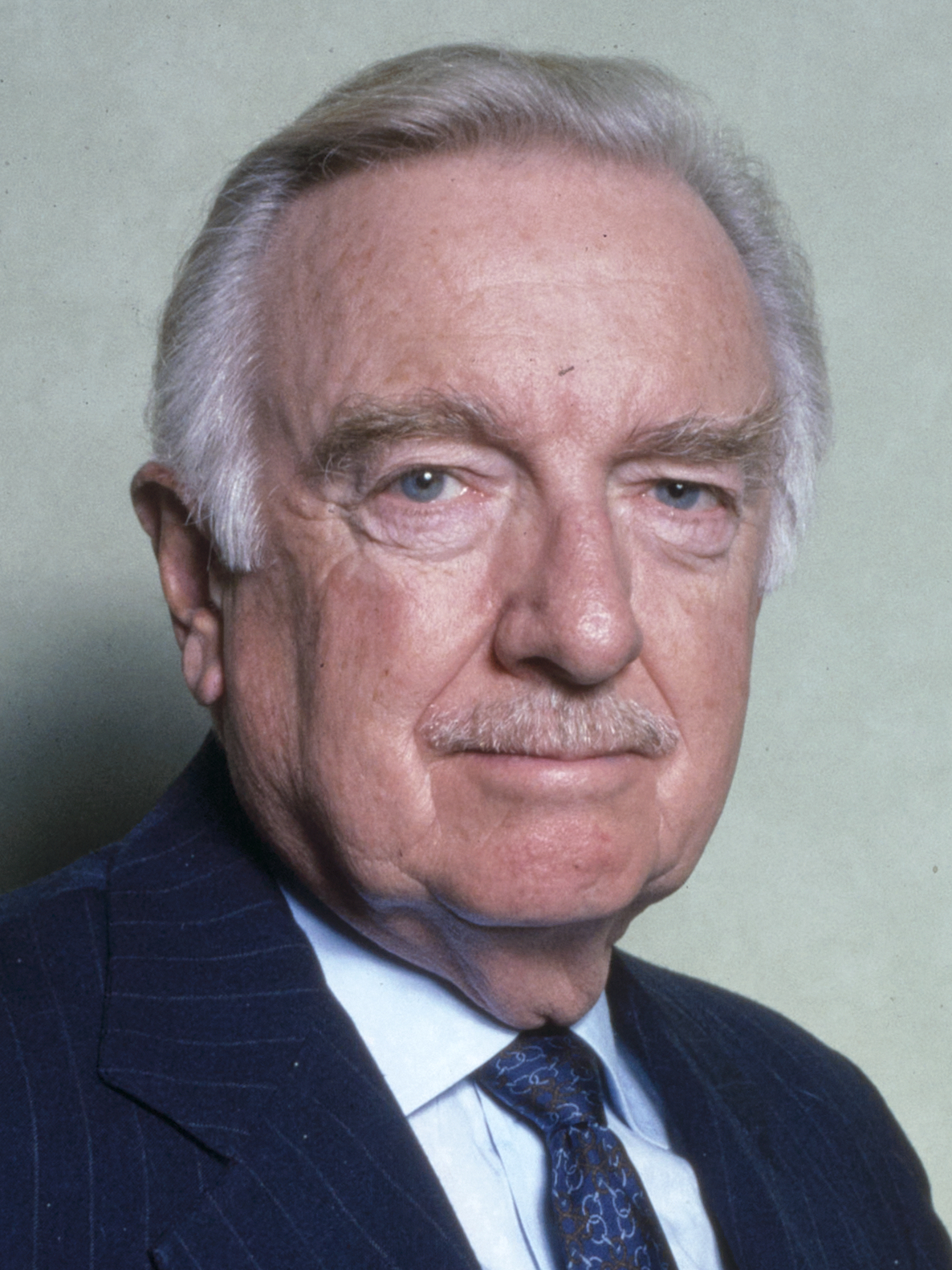
Walter Cronkite (1983)

Viele Vorfälle wurden live im Fernsehen übertragen. Die Reportagen vom Parteitag trugen zum negativen Bild der Demokratischen Partei bei. Vor laufenden Kameras skandierten die Demonstranten „The whole world is watching!“ (Die ganze Welt sieht zu), während sie von der Polizei verprügelt und festgenommen wurden. Szenen, in denen die Polizei mit großer Gewalt gegen unbewaffnete Demonstranten vorging, wurden landesweit im Fernsehen übertragen und zeichneten das Bild einer außer Kontrolle geratenen Strafverfolgung.
Bürgermeister Delay manipulierte den Ablauf des Parteitags und ließ die Arbeit der Journalisten mit stillschweigender Billigung des Präsidenten behindern. Der Exekutivdirektor des Parteitags, John Criswell, begrenzte in letzter Minute die Zahl der zugelassenen Kameras und Reporter im International Amphitheatre, der Veranstaltungshalle. Dadurch sollte die Berichterstattung kontrolliert und die Nachrichtensender dazu gebracht werden, sich auf das Geschehen auf dem Podium zu konzentrieren, anstatt die Delegierten zu interviewen. Beschwerden der Medien wurden zurückgewiesen mit dem Hinweis, dass das Exekutivkomitee daran gedacht habe, die Kameras ganz zu verbieten. Der CBS-Nachrichtenkorrespondent Dan Rather wurde vor laufenden Kameras von Sicherheitsleuten festgehalten und zusammengeschlagen, während er versuchte Alex Rosenberg, einen Anti-Kriegs-Delegierten aus Georgia, zu interviewen, der vom Sicherheitsdienst aus dem Gebäude geführt wurde. Rathers Kommentare beim Zusammenstoß mit den Sicherheitsleuten wurden live über das Mikrophon seines Headsets übertragen.
Nachdem die Wachen Rather losgelassen hatten, sagte er zu Walter Cronkite, dem Hauptnachrichtensprecher der CBS Evening News:

“Walter, we tried to talk to the man and we got violently pushed out of the way. This is the kind of thing that has been going on outside the hall, this is the first time we’ve had it happen inside the hall. We, I’m sorry to be out of breath, but somebody belted me in the stomach during that. What happened is a Georgia delegate, at least he had a Georgia delegate sign on, was being hauled out of the hall. We tried to talk to him to see why, who he was, what the situation was, and at that instant the security people, well as you can see, put me on the deck.”

„Walter, wir haben versucht, mit dem Mann zu reden, und wurden gewaltsam aus dem Weg geschoben. Diese Art von Vorfällen gab es schon außerhalb der Veranstalltungshalle, aber es ist das erste Mal, dass wir sie innerhalb des Saals erleben. Wir, tut mir leid, dass ich außer Atem bin, aber jemand hat mir dabei in den Bauch geschlagen. Was passiert ist, ist, dass ein Delegierter aus Georgia, zumindest hatte er ein Georgia-Delegierten-Schild, aus der Halle gezogen wurde. Wir haben versucht, mit ihm zu sprechen, um herauszufinden, warum, wer er ist, wie die Situation war, und in diesem Moment haben die Sicherheitsleute, wie Sie sehen können, mich auf den Boden geworfen.“

Cronkite, der als „vertrauenswürdigster Mann Amerikas“ bezeichnet wurde, weil er sich in seinen Nachrichtensendungen um eine ausgewogene Analyse bemühte, kommentierte das Geschehen sichtlich verärgert mit den Worten: „Ich glaube, wir haben hier einen Haufen Schläger, Dan“.
In einem Interview mit Walter Cronkite am Ende des Parteitages gab Bürgermeister Daley eine vorgefertigte Erklärung ab, in der er die Taktik der Polizei und sich selbst kompromisslos verteidigte. Er bezeichnete die Demonstranten als Terroristen und fragte unter anderem, warum die Medien nicht die 51 verletzten Polizisten gezeigt hätten, die von den Demonstranten angegriffen worden waren. In Wirklichkeit seien die Demonstranten gewalttätig gewesen und die Polizei das Opfer, die Medien hätten lediglich einseitig und unfair über die Zusammenstöße berichtet. Zuschauer, die erwartet hatten, dass Cronkite Daleys Selbstdarstellung in Frage stellen würde, wurden jedoch enttäuscht. Stattdessen erklärte Cronkite, dass CBS viele Telegramme und Telefonanrufe von Zuschauern erhalten habe, die Daleys Vorgehensweise unterstützten. Einer der CBS-Führungskräfte stellte nach dem Interview fest, dass Daley Cronkite erobert hätte wie Grant Richmond erobert hatte.

## Verlauf des Parteitags
Der Parteitag war einer der angespanntesten und konfliktreichsten politischen Parteitage in der Geschichte der USA. Er war geprägt von heftigen Debatten über die Friedensgespräche in Paris und von Kontroversen über das harte Durchgreifen der Polizei während des Parteitags. Während des Parteitags kam es zu Spannungen zwischen denjenigen Mitgliedern der demokratischen Partei, die eine Beteiligung der Vereinigten Staaten an militärischen Konflikten befürworten, und ihren Kritikern. Ein wesentlicher Punkt der Friedensgespräche in Paris war die Forderung Nordvietnams, dass die USA die Bombardierung Nordvietnams bedingungslos einstellen sollten, bevor andere Fragen erörtert würden. Einige unterstützten die nordvietnamesische Forderung, während andere die Nordvietnamesen zur Zusage bewegen wollten, den Ho-Chi-Minh-Pfad als Preis für eine Bombardierungspause zu schließen. Die Nordvietnamesen lehnten diese Forderung jedoch ab.
Humphrey arbeitete mit Hilfe von Nicholas Katzenbach an einem Parteiprogramm, das beide Fraktionen ansprechen sollte. Darin wurde eine Bombardierungspause vorgeschlagen, die das Risiko für die amerikanischen Truppen sowie die Reaktion von Hanoi berücksichtigen sollte. Sein Programm ließ erkennen, dass er im Falle seiner Wahl eine vollständige Bombardierungspause anordnen würde und es beinhaltete die Forderung nach einer „Entamerikanisierung“ des Krieges. Dies sollte durch einen allmählichen Rückzug der US-amerikanischen Truppen aus Südvietnam sowie die Übertragung der Last des Kampfes auf die südvietnamesischen Streitkräfte umgesetzt werden.

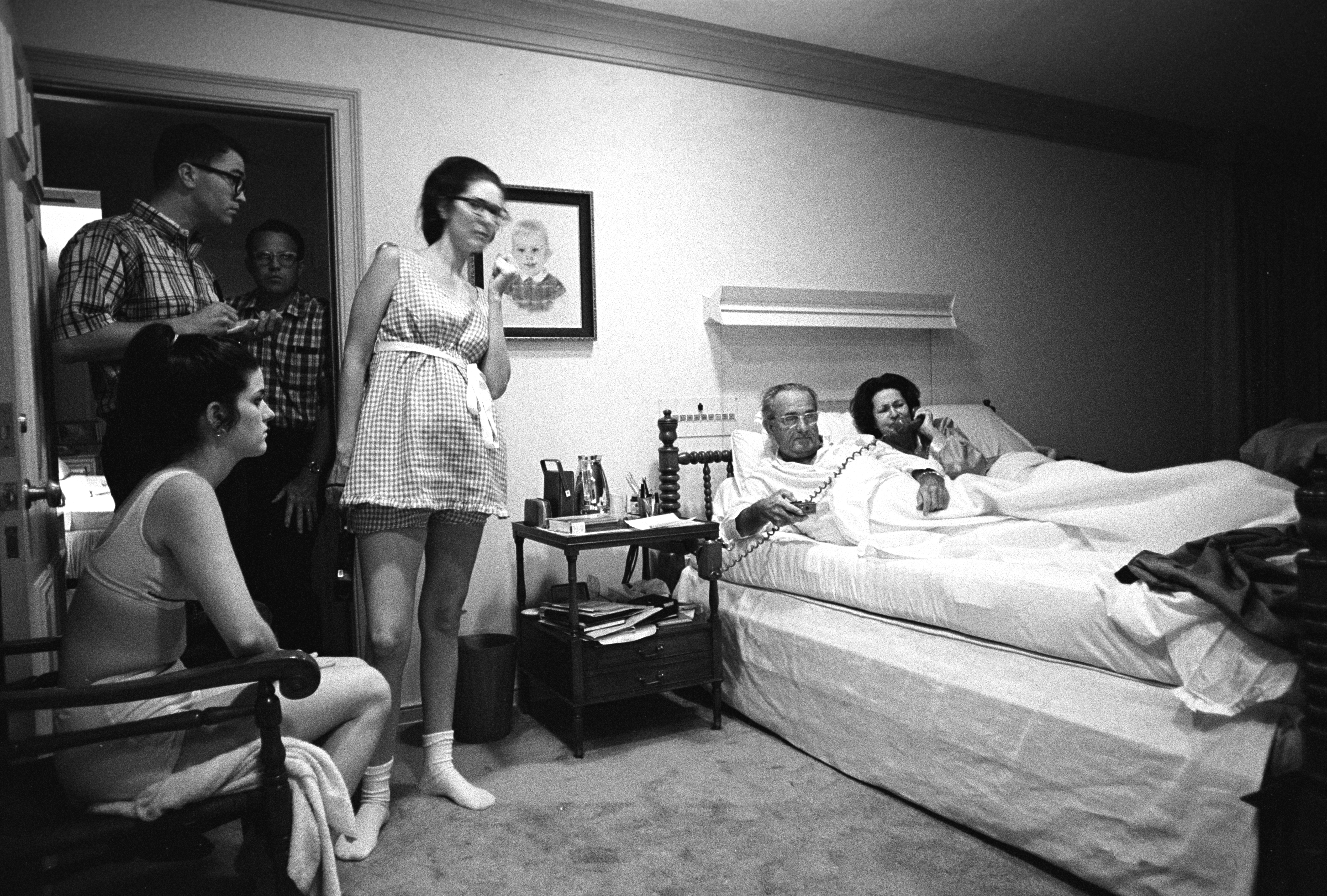
Lyndon B. Johnson und seine Familie verfolgen den Parteitag im Fernsehen auf seiner Ranch in Texas

Obwohl Johnson die Parteitagswoche auf seiner Ranch in Texas verbrachte, behielt er die Kontrolle über den Parteitag und veranlasste sogar die illegale Abhörung von Humphreys Telefongesprächen durch das FBI, um sich über dessen Pläne zu informieren. Humphrey präsentierte sein Programm Außenminister Dean Rusk und dem nationalen Sicherheitsberater Walt Whitman Rostow. Johnson lehnte Humphreys Kompromiss ab und forderte ihn auf, diesen zu überarbeiten. Trotz Humphreys ablehnender Haltungen gegen den Vietnamkriegs gelang es Johnson, ihn davon zu überzeugen, an der Politik des Präsidenten festzuhalten. Johnson wollte nicht in die Geschichte eingehen als der erste Präsident, der einen Krieg verliert.
Um Humphrey weiter unter Druck zu setzen, kontaktierte Johnson General Creighton Abrams, den Befehlshaber der US-Streitkräfte in Vietnam. Er erkundigte sich, ob eine vollständige Bombardierungspause das Leben amerikanischer Soldaten gefährden würde. Abrams, der von dem innerdemokratischen Streit nichts wusste, antwortete, dass dies der Fall sei.
Obwohl einige von Humphreys Beratern ihm rieten, sich gegen den abwesenden Präsidenten zu stellen, stellte er das von Johnson überarbeitete Programm auf dem Parteitag vor. Das Programm führte zu einer dreistündigen, leidenschaftlichen Debatte. Dabei wehrten sich die Kriegsgegner unter den Demokraten hartnäckig gegen das Programm. Auf dem Parteitag stimmten viele Delegationen aus Bundesstaaten wie Illinois und den Südstaaten geschlossen ab. Das Abstimmungsverfahren, als „Einheitsregel“ (unit rule) bezeichnet, führte dazu, dass die Kontrolle über die Abstimmung in den Händen weniger führender Politiker konzentriert wurde. Zwar stimmten nicht alle Staaten nach der Einheitsregel ab, aber viele Delegationen wandten sie an. Die Anwendung der Regel hatte zur Folge, dass es ausreichte, einige Parteiführer zu überzeugen, für Humphrey zu stimmen, um eine Mehrheit zu erlangen. Das Programm wurde letztendlich von 1567 Delegierten (60 %) angenommen, während 1041 (40 %) dagegen votierten.
Obwohl Johnson öffentlich erklärt hatte, nicht für das Präsidentenamt zu kandidieren, spielte er weiterhin mit dem Wunsch einer Bewerbung in letzter Minute. Er entsandte den texanischen Gouverneur John Connally zu einem Treffen mit anderen demokratischen Gouverneuren aus dem Süden, die am Parteitag teilnahmen. Ziel war es, sich nach deren Bereitschaft zu erkundigen, die Nominierung Johnsons doch noch zu unterstützen. Bürgermeister Daley, ein wichtiger Förderer Johnsons, begrüßte dessen Idee einer erneuten Kandidatur. Doch die von Connally durchgeführte Umfrage ergab, dass es allgemein eine ablehnende Meinung zu diesem Plan gab.

## Ergebnis der National Convention
Vor dem Beginn des Parteitags am 26. August gab es in mehreren Staaten konkurrierende Delegiertenlisten, die versuchten, sich Sitze auf dem Parteitag zu sichern. Einige dieser Auseinandersetzungen mit den Delegierten endeten erst am 26. August zu Beginn des Parteitags. Dort wurde abgestimmt, welche Delegierten aus Texas, Georgia, Alabama, Mississippi und North Carolina an dem Parteitag teilnehmen durften. Die Demokraten waren nicht nur wegen des Vietnamkrieges gespalten. Im Norden traten Robert F. Kennedy und Hubert H. Humphrey als Vertreter der Bürgerrechte auf, während in den Südstaaten Demokraten wie George Wallace oder Lester Maddox offen für die Beibehaltung der Rassentrennung eintraten. Die Uneinigkeit und Unzufriedenheit, die in der Demokratischen Partei herrschte, zeigte sich unter anderem dadurch, dass der Delegierte Bull Connor aus Alabama, der nicht bereit war, einen Kandidaten der eigenen Partei zu unterstützen, symbolisch den Football-Trainer Bear Bryant aus Alabama als Präsidentschaftskandidaten nominierte, der immerhin 1,5 Stimmen erhielt und damit noch vor Gouverneur George Wallace lag, der in diesem Jahr für die American Independent Party kandidierte.
Die Demokratische Partei nominierte schließlich Humphrey als Kandidaten, obwohl 80 % der Primary-Wähler für Antikriegskandidaten gestimmt hatten. Kandidat für das Vizepräsidentenamt wurde Edmund Muskie. Die Nominierung wurde als Folge des Einflusses von Präsident Johnson und des Bürgermeisters von Chicago, Richard J. Daley, gesehen. Bei den Präsidentschaftswahlen am 5. November 1968 wurde jedoch nicht Humphrey gewählt, sondern der Republikaner Richard Nixon.
| Kandidaten für das Amt des Präsidenten | Anzahl Stimmen |
| -------------------------------------- | -------------- |
| Hubert H. Humphrey                     | 1759,25        |
| Eugene McCarthy                        | 601            |
| George McGovern                        | 146,5          |
| Channing E. Phillips                   | 67,5           |
| Dan K. Moore                           | 17,5           |
| Edward Kennedy                         | 12,75          |
| Bear Bryant                            | 1,5            |
| James H. Gray                          | 0,5            |
| George Wallace                         | 0,5            |

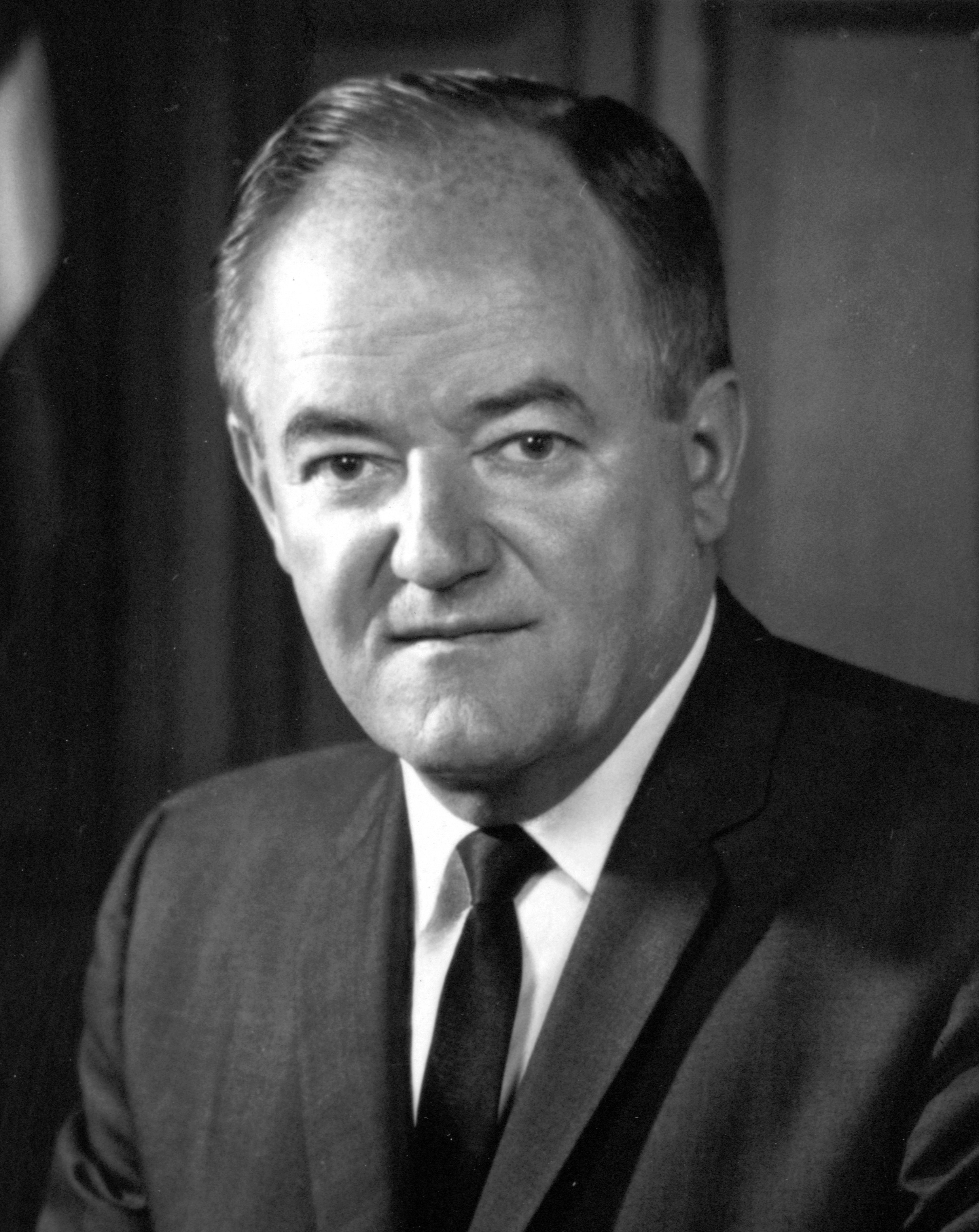
Vizepräsident Hubert H. Humphrey
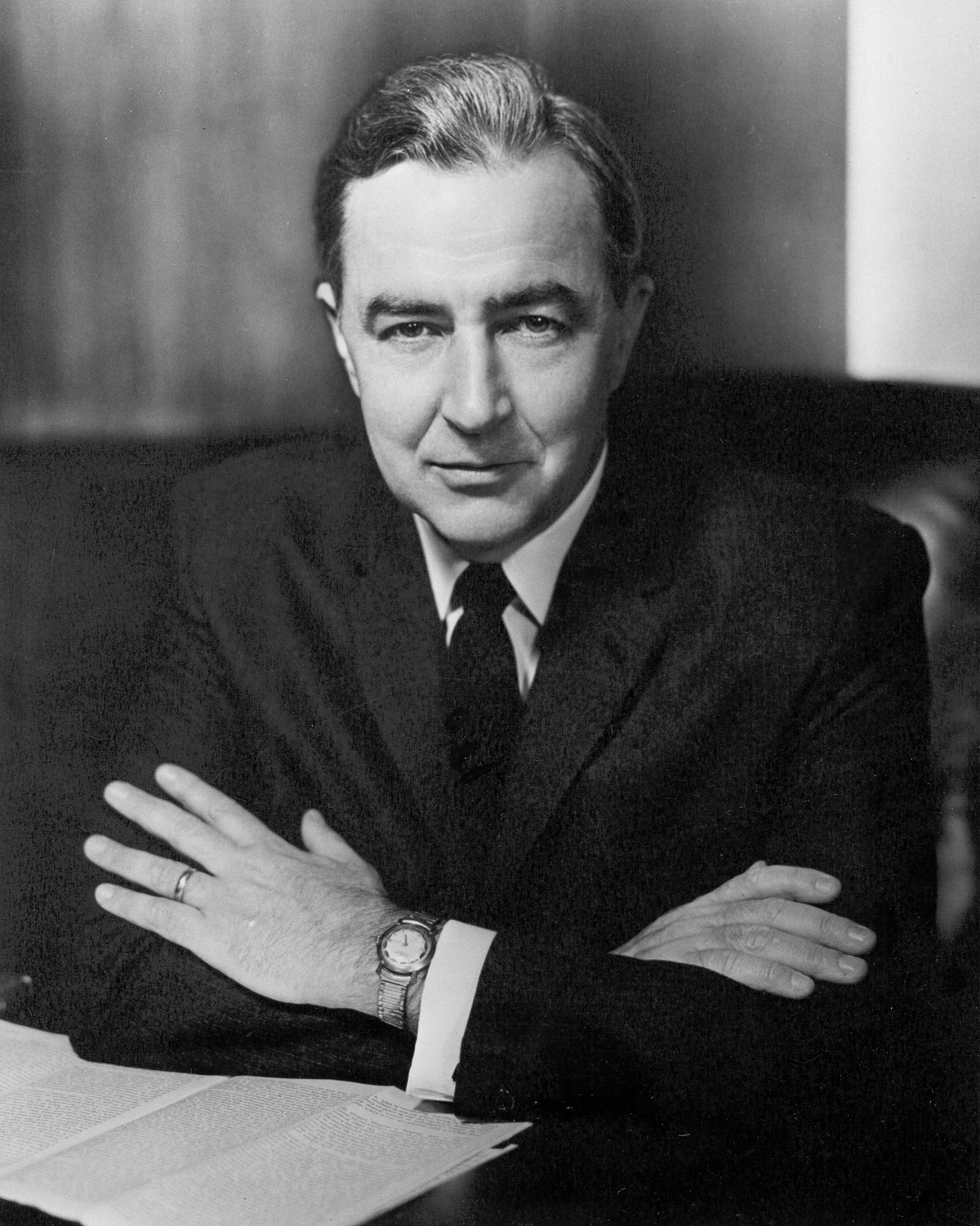
Eugene McCarthy aus Minnesota
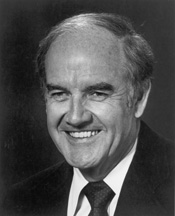
George McGovern aus South Dakota
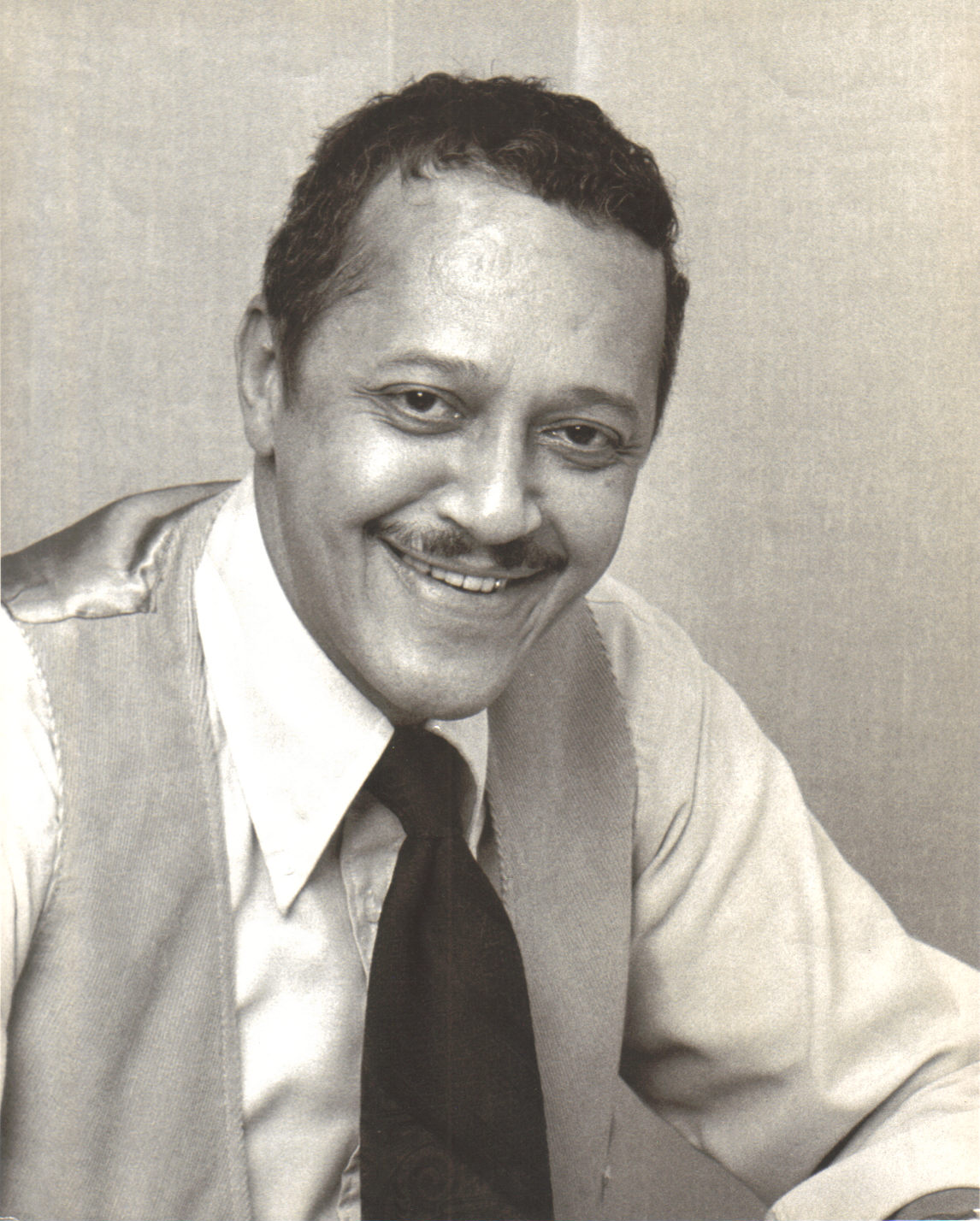
Channing E. Phillips aus Washington, D.C.
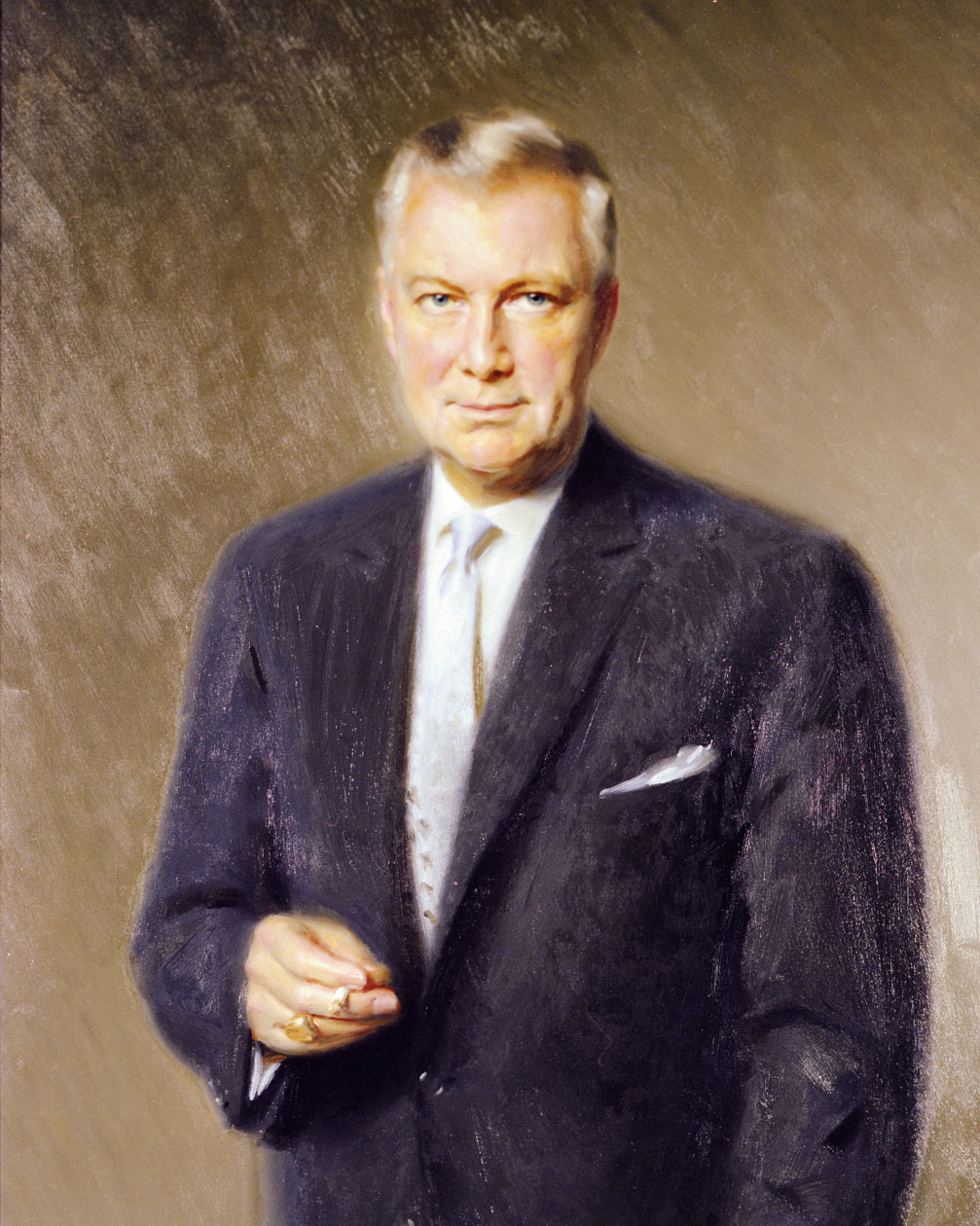
Dan Moore aus North Carolina
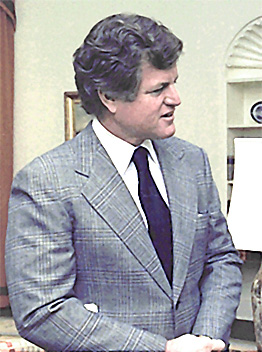
Edward Kennedy aus Massachusetts
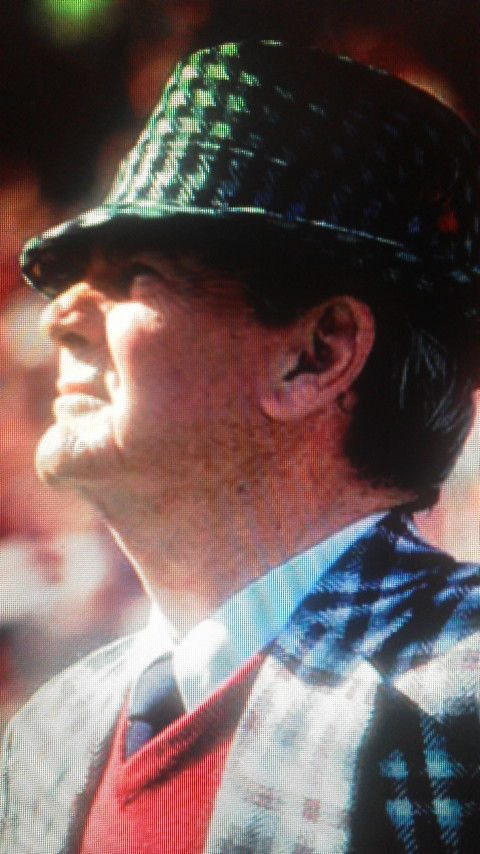
Bear Bryant, American-College-Football-Trainer
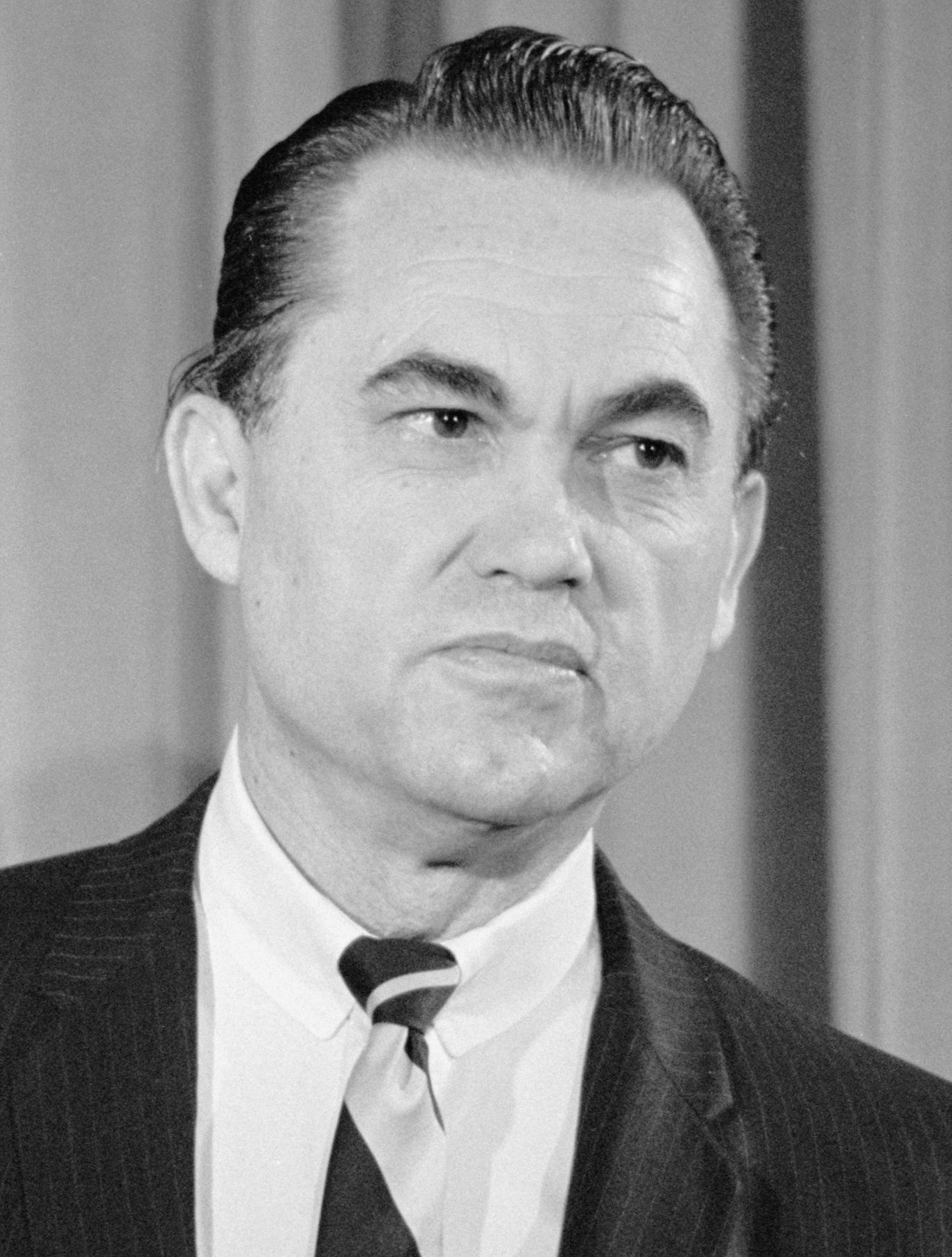
George Wallace aus Alabama

| Kandidaten für das Amt des Vizepräsidenten | Anzahl Stimmen |
| ------------------------------------------ | -------------- |
| Edmund Muskie                              | 1942,5         |
| Julian Bond                                | 48,5           |
| David Hoeh                                 | 4              |
| Edward Kennedy                             | 3,5            |
| Eugene McCarthy                            | 3,0            |
| Andere                                     | 16,25          |
| nicht abgestimmt                           | 604,25         |

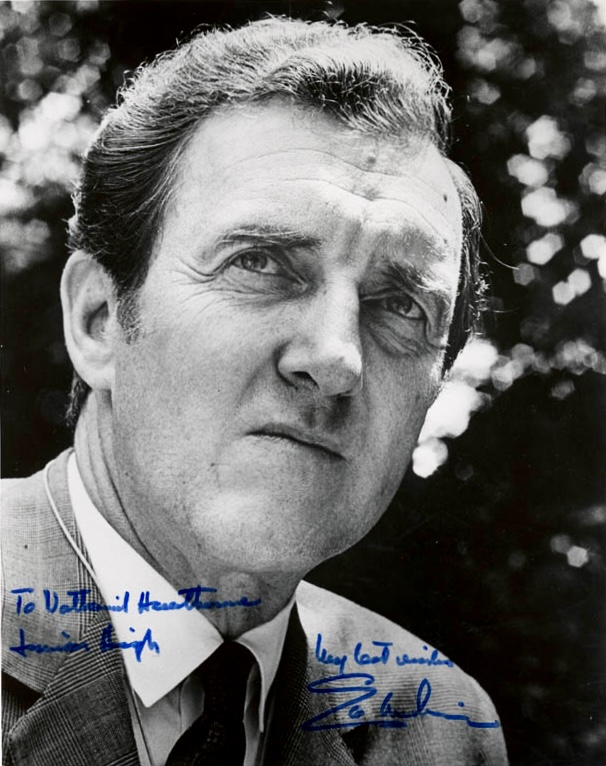
Edmund Muskie aus Maine
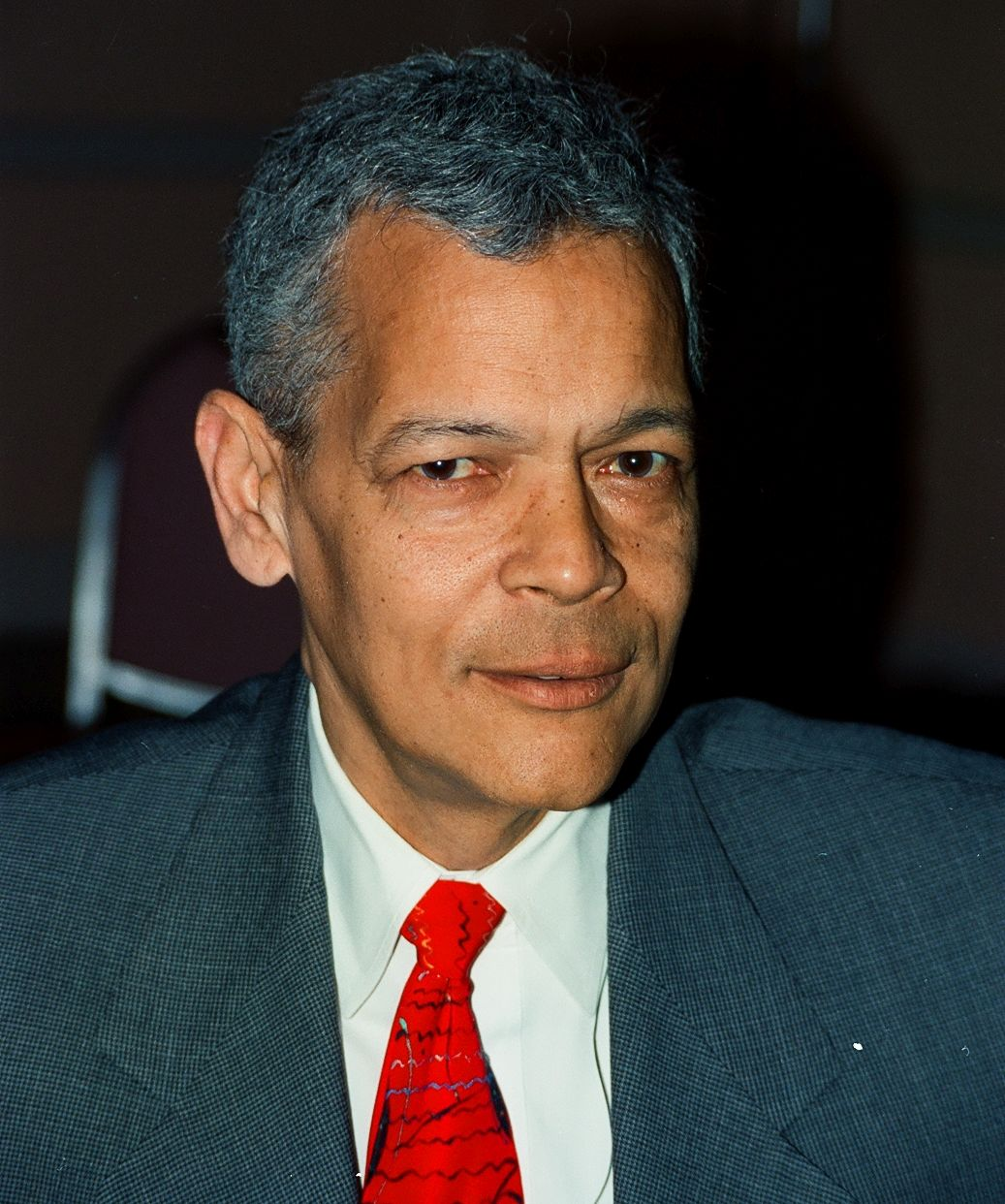
Julian Bond aus Georgia

## Nachwirkung der National Convention

### Walker-Report
Die U.S. National Commission on the Causes and Prevention of Violence (Nationale Kommission für die Ursachen und die Verhütung von Gewalt) ernannte den späteren Gouverneur von Illinois, Daniel Walker, zum Leiter einer Untersuchungskommission, die die gewaltsamen Zusammenstöße zwischen Polizei und Demonstranten auf der Democratic National Convention von 1968 untersuchte. Im Dezember 1968 veröffentlichte das Team den Bericht „Rights in Conflict“, bekannt als Walker-Report.
Der Bericht wurde kontrovers diskutiert. In diesem heißt es, dass Demonstranten zwar die Polizei absichtlich belästigt und provoziert hatten, die Polizei jedoch mit willkürlicher Gewalt gegen Demonstranten und umstehende Passanten reagiert hatte, die Walker als „Polizeiaufstand“ (Police Riot) bezeichnete. Der Bericht beschuldigte viele Polizisten, Straftaten begangen zu haben, und verurteilte das Versäumnis, diese Polizisten strafrechtlich zu verfolgen.

### McGovern-Fraser-Kommission

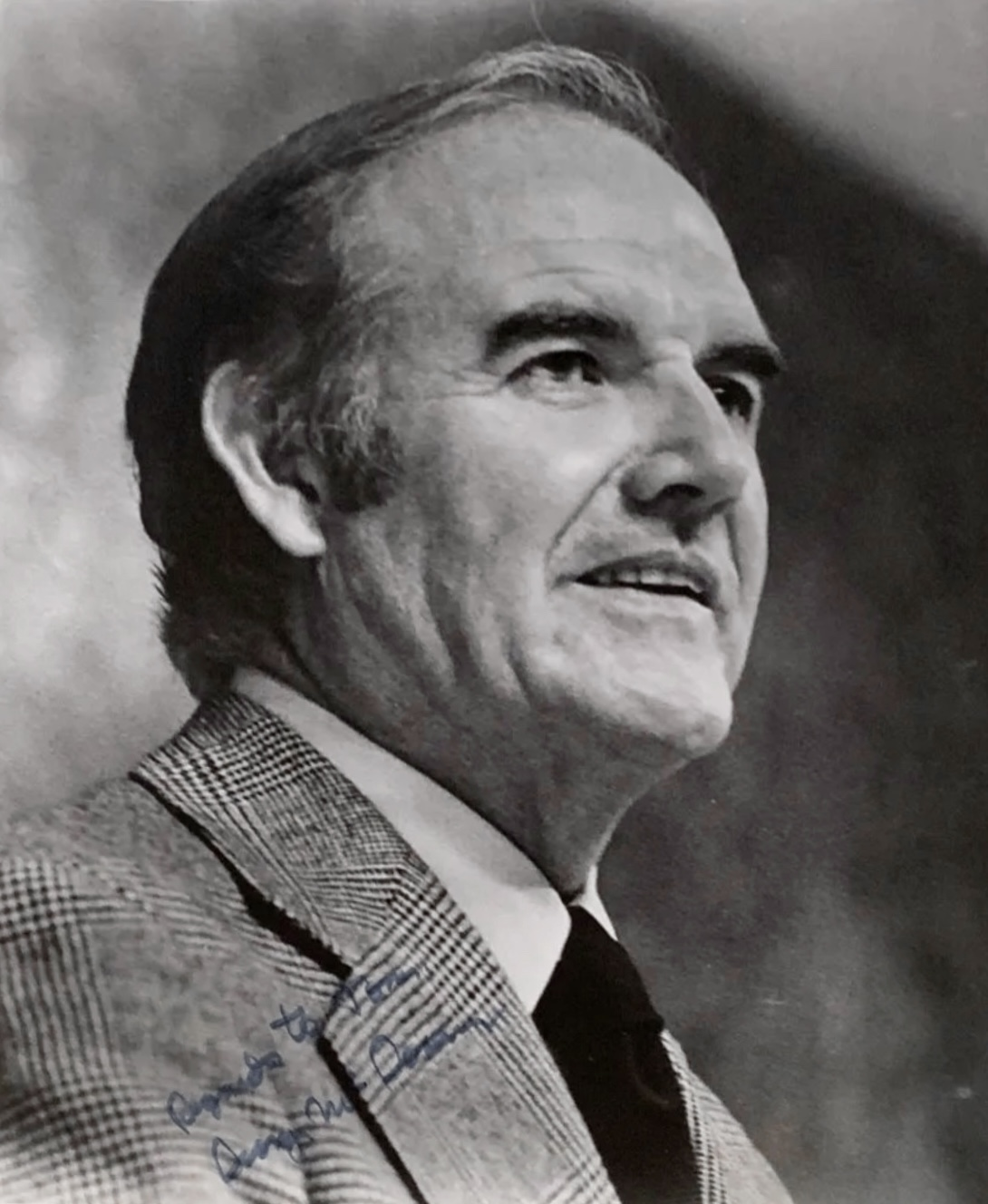
George McGovern
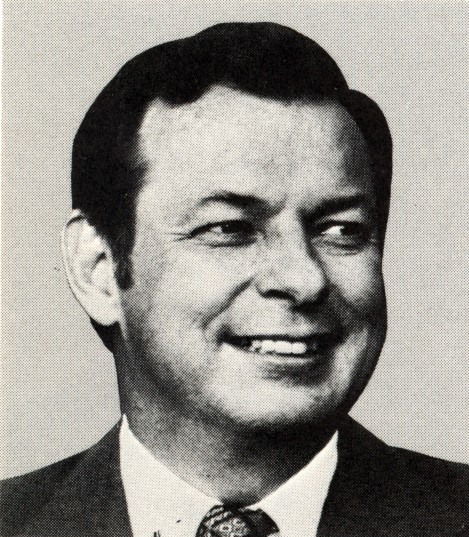
Donald Fraser

Der Parteitag von 1968 war für die Demokraten katastrophal, sowohl wegen der Demonstrationen und gewaltsamen Reaktionen der Polizei vor dem Tagungssaal als auch wegen des Parteitags selbst. Die Kriegsgegner Kennedy und McCarthy hatten zusammen mehr als zwei Drittel der Vorwahlstimmen auf sich vereinigt. Dennoch wurde Vizepräsident Hubert Humphrey im ersten Wahlgang nominiert, obwohl er nicht in einer einzigen Vorwahl angetreten war. Eugene McCarthy, der von sich behaupten konnte, seine Anziehungskraft auf die Wähler in den Vorwahlen demonstriert zu haben, verlor dagegen die Nominierung. Humphrey leistete jedoch keinen Widerstand gegen den Antrag auf Einsetzung einer Parteireformkommission. Trotz der Meinungsverschiedenheiten auf dem Parteitag wurde der Antrag mit 1350 zu 1206 Stimmen knapp angenommen.
Die Unzufriedenheit mit dem als undemokratisch empfundenen Nominierungsprozess veranlasste die Demokraten, eine „Kommission für Parteistruktur und Delegiertenauswahl“, bekannt als „McGovern-Fraser-Kommission“, einzusetzen, die von George McGovern und Congressman Donald M. Fraser geleitet wurde, um die geltenden Regeln für die Wahl zu prüfen und die Art und Weise, wie Kandidaten nominiert wurden. Die Einsetzung der Kommission wurde am zweiten Tag des Parteitags gebilligt. Die Kommission legte offenere Verfahren und Leitlinien für positive Maßnahmen zur Auswahl der Delegierten fest. Parteiführer konnten danach die Parteitag-Delegierten nicht länger im Geheimen auswählen.
Der erste nach den neuen Regeln bestimmte Präsidentschaftskandidat war im Jahr 1972 George McGovern selbst. Seine erdrutschartige Niederlage bei der folgenden Präsidentschaftswahl führte zur Kritik, dass gut organisierte Randgruppen und „Extremisten“ zu viel Einfluss auf die Demokratische Partei gewonnen hätten. McGovern beschrieb nach seiner Wahlniederlage die Veränderungen des Nominierungssystems nach den Vorschlägen der McGovern-Frazer-Kommission mit den Worten: „Ich öffnete die Türen der Demokratischen Partei, und 20 Millionen Menschen verließen sie.“ Eine weitere Kommission unter Vorsitz von Barbara Mikulski empfahl Änderungen, wie etwa die Einführung von Superdelegierten. Diese Änderungen wurden schließlich, nach einer weiteren verlorenen Präsidentschaftswahl im Jahr 1980 eingeführt und stärkten wieder den Einfluss der Parteiführung im Nominierungsprozess.

### Chicago Seven

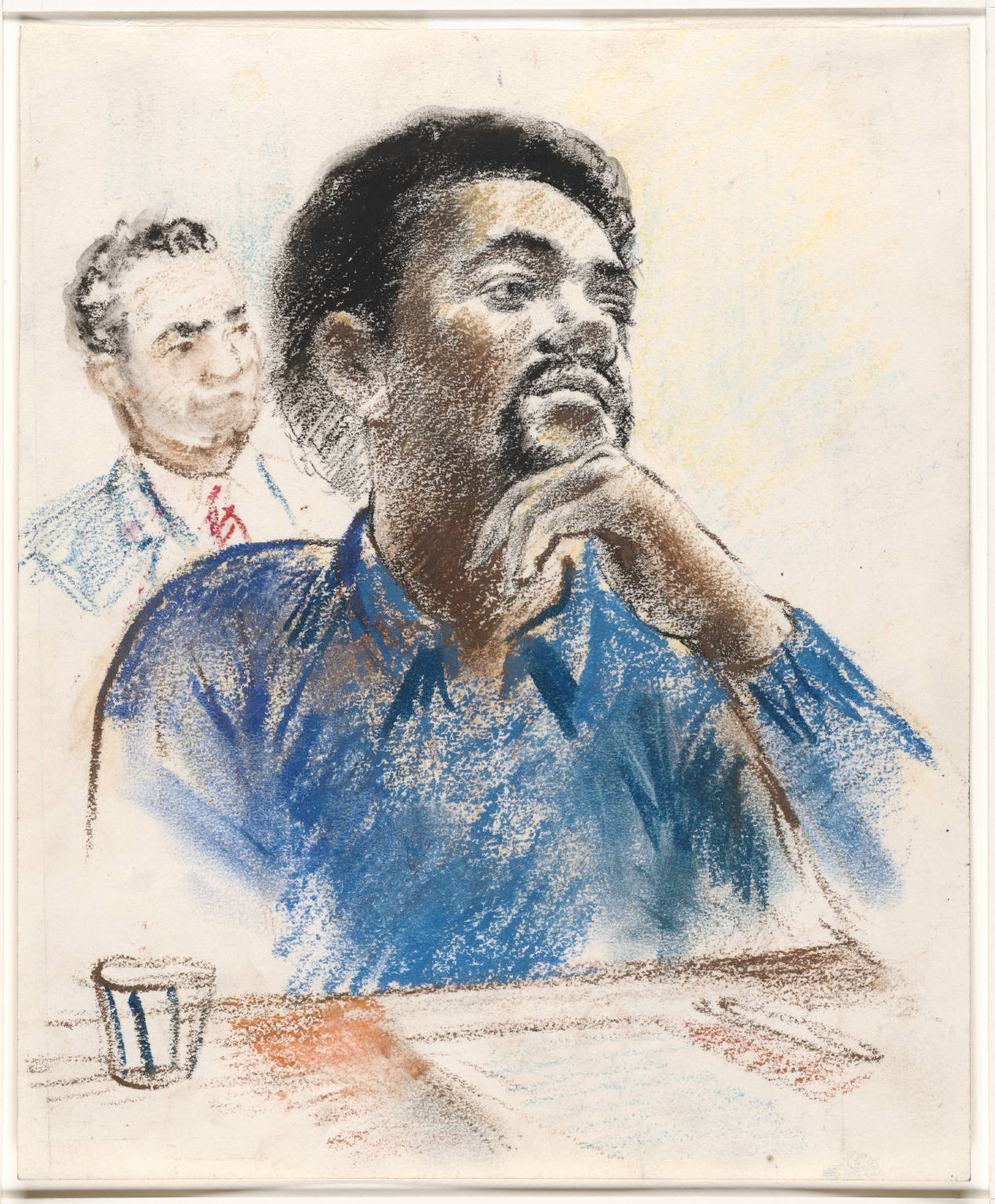
Zeichnung von Bobby Seale während des Prozesses (gezeichnet für CBS Evening News); Im Hintergrund ist der Staatsanwalt Arnold Markle zu sehen.

Nach den Unruhen in Chicago erhob das Justizministerium Anklage gegen die sogenannten Chicago Seven. Es handelte sich um Abbie Hoffman, Tom Hayden, David Dellinger, Rennie Davis, John Froines, Jerry Rubin und Lee Weiner, denen Verschwörung, Aufruf zur Gewalt in Chicago und Anstiftung zum Aufruhr vorgeworfen wurde. Die Anklage lautete auf Verstoß gegen Title 18, United States Code, Section 2101. Das Verfahren gegen den achten Angeklagten, Bobby Seale, wurde getrennt verhandelt. Während des Prozesses fanden täglich Demonstrationen statt. Im Februar 1970 wurden fünf der sieben Angeklagten wegen Aufstachelung zum Aufruhr verurteilt, aber keiner wurde der Verschwörung für schuldig befunden. Wegen Missachtung des Gerichts wurden sie zu Haftstrafen zwischen zweieinhalb Monaten und vier Jahren verurteilt. 1972 wurden die Verurteilungen im Berufungsverfahren aufgehoben, die Regierung lehnte es ab, den Fall erneut vor Gericht zu bringen.

### Kritik an den Protesten
Nach den Protesten in Chicago glaubten einige Demonstranten, die Mehrheit der Amerikaner würde sich wegen der Ereignisse in Chicago und insbesondere wegen des Verhaltens der Polizei mit ihnen solidarisieren. Obwohl die Berichterstattung in Presse und Fernsehen den Antikriegsdemonstranten größtenteils Verständnis entgegenbrachte, blieb die Mehrheit der US-Amerikaner den Protesten gegenüber überwiegend teilnahmslos. Meinungsumfragen zeigten außerdem, dass die Mehrheit der Amerikaner die Taktik des Bürgermeisters unterstützte. Daley selbst teilte mit, dass er 135.000 Briefe erhalten hatte, die seine Sichtweise unterstützten und nur 5000, die sie verurteilten.
In den Medien wurde oft kommentiert, dass Amerika nach den Ereignissen auf dem Parteitag beschloss, für Richard Nixon zu stimmen. Der US-amerikanische Historiker und Politikwissenschaftler Adam Garfinkle schrieb über die Proteste:

“New Left tactics adopted in 1968 were politically nihilistic, increasingly violent, and overwhelmingly counterproductive both to the new Left and to stopping the war. […] The New Left, by systematically trashing Humphreys campaign, thus helped to prolong the war and prolonged the killing, for a Humphrey administration almost surely would have effected a faster withdrawal than the Nixon administration did.”

„Die Taktik der Neuen Linken von 1968 war politisch nihilistisch, zunehmend gewalttätig und sowohl für die neue Linke als auch für die Beendigung des Krieges überwiegend kontraproduktiv. […] Die Neue Linke, indem sie die Kampagne von Humphreys systematisch zerstört hat half, den Krieg zu verlängern und das Töten zu verlängern, denn eine Humphrey-Regierung hätte mit ziemlicher Sicherheit einen schnelleren Rückzug bewirkt als die Nixon-Regierung.“

## Kulturelle Wahrnehmung
Die Vorkommnisse beim Parteitag und der Prozess gegen die Chicago Seven regten Graham Nash zur Komposition des Lieds Chicago an. Die erste Zeile des Liedes, „So your brother’s bound and gagged, and they’ve chained him to a chair“ („Dein Bruder ist gefesselt und geknebelt, und sie haben ihn an einen Stuhl gekettet“) bezieht sich auf Vorkommnisse beim Prozess gegen den Black-Panther-Anführer Bobby Seale. Der Richter ließ Seale knebeln und an einen Stuhl ketten, nachdem dieser wiederholt den Richter und die Staatsanwaltschaft beleidigt und beschuldigt hatte.
Die Unruhen während des Parteitags bilden den Handlungsrahmen des Films Medium Cool von Haskell Wexler aus dem Jahr 1969, der Elemente des Spielfilms und des Dokumentarfilms verbindet. Der Film enthält eine Reihe von Szenen, die während der Unruhen gefilmt wurden. Die Film Group, eine Vereinigung von Filmemachern aus Chicago, veröffentlichte 1969 den Film „American Revolution 2“, eine Art Dokumentarfilm über den Parteitag der Demokratischen Partei. Der Film präsentiert eine Reihe von Szenen, welche die Aktivitäten des Parteitags sowie Interviews und Treffen der Young Patriots dokumentieren. Letztere repräsentieren eine Gruppe von Bewohnern ländlicher Gebiete aus dem Norden Chicagos. Der Text des Lieds Peace frog von The Doors aus dem Jahr 1970, der auf dem Album Morrison Hotel veröffentlicht wurde, bezieht sich auf die Gewalt vom Parteitag von 1968.
Netflix verfilmte 2020 den Gerichtsprozess unter dem Titel The Trial of the Chicago 7. Der Film wurde bei der Oscarverleihung 2021 in sechs Kategorien nominiert, darunter als bester Film und für das beste Originaldrehbuch.